# Llista d'asteroides (162001-163000)
Llista d'asteroides del 162001 al 163000, amb data de descoberta i descobridor. És un fragment de la llista d'asteroides completa. Als asteroides se'ls dona un número quan es confirma la seva òrbita, per tant apareixen llistats aproximadament segons la data de descobriment.
Contingut: 162001... 162101... 162201... 162301... 162401... 162501... 162601... 162701... 162801... 162901... 

| Nom            | Designació provisional | Data de descobriment   | Lloc de descobriment   | Descobridor/s                    |
| 162001-162100  | 162001-162100          | 162001-162100          | 162001-162100          | 162001-162100                    |
| -------------- | ---------------------- | ---------------------- | ---------------------- | -------------------------------- |
| 162001 Vulpius | 1990 TH9               | 10 d'octubre de 1990   | Tautenburg Observatory | F. Börngen, L. D. Schmadel       |
| 162002 -       | 1990 TC10              | 10 d'octubre de 1990   | Tautenburg Observatory | F. Börngen, L. D. Schmadel       |
| 162003 -       | 1991 TG                | Siding Spring          | R. H. McNaught         |                                  |
| 162004 -       | 1991 VE                | 3 de novembre de 1991  | Palomar                | E. F. Helin, K. J. Lawrence      |
| 162005 -       | 1992 SV9               | 27 de setembre de 1992 | Kitt Peak              | Spacewatch                       |
| 162006 -       | 1993 FU16              | 19 de març de 1993     | La Silla               | UESAC                            |
| 162007 -       | 1993 FC32              | 19 de març de 1993     | La Silla               | UESAC                            |
| 162008 -       | 1993 TW3               | 8 d'octubre de 1993    | Kitt Peak              | Spacewatch                       |
| 162009 -       | 1993 TE19              | 9 d'octubre de 1993    | La Silla               | E. W. Elst                       |
| 162010 -       | 1993 UN6               | 20 d'octubre de 1993   | La Silla               | E. W. Elst                       |
| 162011 -       | 1994 AB1               | 4 de gener de 1994     | Yatsugatake            | Y. Kushida, O. Muramatsu         |
| 162012 -       | 1994 PY16              | 10 d'agost de 1994     | La Silla               | E. W. Elst                       |
| 162013 -       | 1994 PC17              | 10 d'agost de 1994     | La Silla               | E. W. Elst                       |
| 162014 -       | 1994 RF11              | 11 de setembre de 1994 | Siding Spring          | R. H. McNaught                   |
| 162015 -       | 1994 TF2               | 5 d'octubre de 1994    | Siding Spring          | R. H. McNaught                   |
| 162016 -       | 1994 TC12              | 10 d'octubre de 1994   | Kitt Peak              | Spacewatch                       |
| 162017 -       | 1994 UB11              | 30 d'octubre de 1994   | Kitt Peak              | Spacewatch                       |
| 162018 -       | 1995 BD8               | 29 de gener de 1995    | Kitt Peak              | Spacewatch                       |
| 162019 -       | 1995 DZ4               | 21 de febrer de 1995   | Kitt Peak              | Spacewatch                       |
| 162020 -       | 1995 DK7               | 24 de febrer de 1995   | Kitt Peak              | Spacewatch                       |
| 162021 -       | 1995 FV11              | 27 de març de 1995     | Kitt Peak              | Spacewatch                       |
| 162022 -       | 1995 FJ14              | 27 de març de 1995     | Kitt Peak              | Spacewatch                       |
| 162023 -       | 1995 GP8               | 8 d'abril de 1995      | Kitt Peak              | T. J. Balonek                    |
| 162024 -       | 1995 SK16              | 18 de setembre de 1995 | Kitt Peak              | Spacewatch                       |
| 162025 -       | 1995 SM25              | 19 de setembre de 1995 | Kitt Peak              | Spacewatch                       |
| 162026 -       | 1995 SJ58              | 22 de setembre de 1995 | Kitt Peak              | Spacewatch                       |
| 162027 -       | 1995 UN10              | 17 d'octubre de 1995   | Kitt Peak              | Spacewatch                       |
| 162028 -       | 1995 UU55              | 23 d'octubre de 1995   | Kitt Peak              | Spacewatch                       |
| 162029 -       | 1995 UP77              | 22 d'octubre de 1995   | Kitt Peak              | Spacewatch                       |
| 162030 -       | 1995 VK12              | 15 de novembre de 1995 | Kitt Peak              | Spacewatch                       |
| 162031 -       | 1995 VE14              | 15 de novembre de 1995 | Kitt Peak              | Spacewatch                       |
| 162032 -       | 1995 WJ8               | 20 de novembre de 1995 | Haleakala              | AMOS                             |
| 162033 -       | 1995 WR37              | 22 de novembre de 1995 | Kitt Peak              | Spacewatch                       |
| 162034 -       | 1995 XT1               | 15 de desembre de 1995 | Oohira                 | T. Urata                         |
| 162035 -       | 1995 YW1               | 17 de desembre de 1995 | Kuma Kogen             | A. Nakamura                      |
| 162036 -       | 1996 AZ16              | 13 de gener de 1996    | Kitt Peak              | Spacewatch                       |
| 162037 -       | 1996 BW3               | 26 de gener de 1996    | Siding Spring          | G. J. Garradd                    |
| 162038 -       | 1996 DH                | 18 de febrer de 1996   | Kitt Peak              | Spacewatch                       |
| 162039 -       | 1996 JG                | Siding Spring          | R. H. McNaught         |                                  |
| 162040 -       | 1996 KF4               | 22 de maig de 1996     | La Silla               | E. W. Elst                       |
| 162041 -       | 1996 NL4               | 14 de juliol de 1996   | La Silla               | E. W. Elst                       |
| 162042 -       | 1996 OR                | 22 de juliol de 1996   | Prescott               | P. G. Comba                      |
| 162043 -       | 1996 PP7               | 8 d'agost de 1996      | La Silla               | E. W. Elst                       |
| 162044 -       | 1996 RP3               | 13 de setembre de 1996 | Haleakala              | NEAT                             |
| 162045 -       | 1996 RM16              | 13 de setembre de 1996 | Kitt Peak              | Spacewatch                       |
| 162046 -       | 1996 RQ31              | 13 de setembre de 1996 | La Silla               | Uppsala-DLR Trojan Survey        |
| 162047 -       | 1996 RJ32              | 14 de setembre de 1996 | La Silla               | Uppsala-DLR Trojan Survey        |
| 162048 -       | 1996 RO32              | 14 de setembre de 1996 | La Silla               | Uppsala-DLR Trojan Survey        |
| 162049 -       | 1996 SZ7               | 21 de setembre de 1996 | Xinglong               | BAO Schmidt CCD Asteroid Program |
| 162050 -       | 1996 SD8               | 21 de setembre de 1996 | Xinglong               | BAO Schmidt CCD Asteroid Program |
| 162051 -       | 1996 TE1               | 5 d'octubre de 1996    | Prescott               | P. G. Comba                      |
| 162052 -       | 1996 TB10              | 15 d'octubre de 1996   | Sudbury                | D. di Cicco                      |
| 162053 -       | 1996 TL27              | 7 d'octubre de 1996    | Kitt Peak              | Spacewatch                       |
| 162054 -       | 1996 TF42              | 8 d'octubre de 1996    | La Silla               | E. W. Elst                       |
| 162055 -       | 1996 VA3               | 10 de novembre de 1996 | Needville              | Needville                        |
| 162056 -       | 1996 XM4               | 6 de desembre de 1996  | Kitt Peak              | Spacewatch                       |
| 162057 -       | 1996 XN28              | 12 de desembre de 1996 | Kitt Peak              | Spacewatch                       |
| 162058 -       | 1997 AE12              | 10 de gener de 1997    | Kitt Peak              | Spacewatch                       |
| 162059 -       | 1997 AM17              | 13 de gener de 1997    | Kleť                   | Kleť                             |
| 162060 -       | 1997 CF2               | 2 de febrer de 1997    | Kitt Peak              | Spacewatch                       |
| 162061 -       | 1997 CH22              | 13 de febrer de 1997   | Prescott               | P. G. Comba                      |
| 162062 -       | 1997 EQ16              | 5 de març de 1997      | Kitt Peak              | Spacewatch                       |
| 162063 -       | 1997 EH29              | 7 de març de 1997      | Kitt Peak              | Spacewatch                       |
| 162064 -       | 1997 GT4               | 7 d'abril de 1997      | Kitt Peak              | Spacewatch                       |
| 162065 -       | 1997 KB3               | 30 de maig de 1997     | Kitt Peak              | Spacewatch                       |
| 162066 -       | 1997 MU8               | 29 de juny de 1997     | Kitt Peak              | Spacewatch                       |
| 162067 -       | 1997 NH2               | 3 de juliol de 1997    | Kitt Peak              | Spacewatch                       |
| 162068 -       | 1997 SD29              | 29 de setembre de 1997 | Kitt Peak              | Spacewatch                       |
| 162069 -       | 1997 TC3               | 3 d'octubre de 1997    | Caussols               | ODAS                             |
| 162070 -       | 1997 TQ5               | 2 d'octubre de 1997    | Caussols               | ODAS                             |
| 162071 -       | 1997 TL15              | 4 d'octubre de 1997    | Kitt Peak              | Spacewatch                       |
| 162072 -       | 1997 TT17              | 6 d'octubre de 1997    | Kitami                 | K. Endate, K. Watanabe           |
| 162073 -       | 1997 UK18              | 28 d'octubre de 1997   | Kitt Peak              | Spacewatch                       |
| 162074 -       | 1997 VX2               | 5 de novembre de 1997  | Ondřejov               | P. Pravec                        |
| 162075 -       | 1997 WG5               | 23 de novembre de 1997 | Kitt Peak              | Spacewatch                       |
| 162076 -       | 1997 WV8               | 20 de novembre de 1997 | Kitt Peak              | Spacewatch                       |
| 162077 -       | 1997 WG11              | 22 de novembre de 1997 | Kitt Peak              | Spacewatch                       |
| 162078 -       | 1997 WS24              | 28 de novembre de 1997 | Kitt Peak              | Spacewatch                       |
| 162079 -       | 1997 WE35              | 29 de novembre de 1997 | Socorro                | LINEAR                           |
| 162080 -       | 1998 DG16              | 27 de febrer de 1998   | Haleakala              | NEAT                             |
| 162081 -       | 1998 FL123             | 20 de març de 1998     | Socorro                | LINEAR                           |
| 162082 -       | 1998 HL1               | 18 d'abril de 1998     | Socorro                | LINEAR                           |
| 162083 -       | 1998 HM25              | 18 d'abril de 1998     | Kitt Peak              | Spacewatch                       |
| 162084 -       | 1998 HB101             | 21 d'abril de 1998     | Socorro                | LINEAR                           |
| 162085 -       | 1998 HR127             | 18 d'abril de 1998     | Socorro                | LINEAR                           |
| 162086 -       | 1998 KT42              | 27 de maig de 1998     | Kitt Peak              | Spacewatch                       |
| 162087 -       | 1998 KY63              | 22 de maig de 1998     | Socorro                | LINEAR                           |
| 162088 -       | 1998 OV1               | 24 de juliol de 1998   | Needville              | Needville                        |
| 162089 -       | 1998 OL13              | 26 de juliol de 1998   | La Silla               | E. W. Elst                       |
| 162090 -       | 1998 PP                | 15 d'agost de 1998     | Prescott               | P. G. Comba                      |
| 162091 -       | 1998 QQ3               | 17 d'agost de 1998     | Socorro                | LINEAR                           |
| 162092 -       | 1998 QA4               | 17 d'agost de 1998     | Reedy Creek            | J. Broughton                     |
| 162093 -       | 1998 QV10              | 17 d'agost de 1998     | Socorro                | LINEAR                           |
| 162094 -       | 1998 QS24              | 17 d'agost de 1998     | Socorro                | LINEAR                           |
| 162095 -       | 1998 QC29              | 25 d'agost de 1998     | Ondřejov               | L. Šarounová                     |
| 162096 -       | 1998 QD30              | 26 d'agost de 1998     | Xinglong               | BAO Schmidt CCD Asteroid Program |
| 162097 -       | 1998 QF30              | 26 d'agost de 1998     | Xinglong               | BAO Schmidt CCD Asteroid Program |
| 162098 -       | 1998 QQ34              | 17 d'agost de 1998     | Socorro                | LINEAR                           |
| 162099 -       | 1998 QV41              | 17 d'agost de 1998     | Socorro                | LINEAR                           |
| 162100 -       | 1998 QD67              | 24 d'agost de 1998     | Socorro                | LINEAR                           |
| 162101-162200  |                        |                        |                        |                                  |
| 162101 -       | 1998 QR85              | 24 d'agost de 1998     | Socorro                | LINEAR                           |
| 162102 -       | 1998 QV95              | 19 d'agost de 1998     | Socorro                | LINEAR                           |
| 162103 -       | 1998 RS1               | 14 de setembre de 1998 | Catalina               | CSS                              |
| 162104 -       | 1998 RM7               | 12 de setembre de 1998 | Kitt Peak              | Spacewatch                       |
| 162105 -       | 1998 RZ22              | 14 de setembre de 1998 | Socorro                | LINEAR                           |
| 162106 -       | 1998 RE23              | 14 de setembre de 1998 | Socorro                | LINEAR                           |
| 162107 -       | 1998 RQ26              | 14 de setembre de 1998 | Socorro                | LINEAR                           |
| 162108 -       | 1998 RH36              | 14 de setembre de 1998 | Socorro                | LINEAR                           |
| 162109 -       | 1998 RE39              | 14 de setembre de 1998 | Socorro                | LINEAR                           |
| 162110 -       | 1998 RQ63              | 14 de setembre de 1998 | Socorro                | LINEAR                           |
| 162111 -       | 1998 RT76              | 14 de setembre de 1998 | Socorro                | LINEAR                           |
| 162112 -       | 1998 RH79              | 14 de setembre de 1998 | Socorro                | LINEAR                           |
| 162113 -       | 1998 RE80              | 14 de setembre de 1998 | Socorro                | LINEAR                           |
| 162114 -       | 1998 SP9               | 17 de setembre de 1998 | Xinglong               | BAO Schmidt CCD Asteroid Program |
| 162115 -       | 1998 SP10              | 19 de setembre de 1998 | Reedy Creek            | J. Broughton                     |
| 162116 -       | 1998 SA15              | 21 de setembre de 1998 | Socorro                | LINEAR                           |
| 162117 -       | 1998 SD15              | 23 de setembre de 1998 | Socorro                | LINEAR                           |
| 162118 -       | 1998 SP19              | 20 de setembre de 1998 | Kitt Peak              | Spacewatch                       |
| 162119 -       | 1998 SV34              | 26 de setembre de 1998 | Socorro                | LINEAR                           |
| 162120 -       | 1998 SH36              | 27 de setembre de 1998 | Socorro                | LINEAR                           |
| 162121 -       | 1998 SD61              | 17 de setembre de 1998 | Anderson Mesa          | LONEOS                           |
| 162122 -       | 1998 SH63              | 26 de setembre de 1998 | Xinglong               | BAO Schmidt CCD Asteroid Program |
| 162123 -       | 1998 SW67              | 19 de setembre de 1998 | Socorro                | LINEAR                           |
| 162124 -       | 1998 SC69              | 19 de setembre de 1998 | Socorro                | LINEAR                           |
| 162125 -       | 1998 SC81              | 26 de setembre de 1998 | Socorro                | LINEAR                           |
| 162126 -       | 1998 SX83              | 26 de setembre de 1998 | Socorro                | LINEAR                           |
| 162127 -       | 1998 SO85              | 26 de setembre de 1998 | Socorro                | LINEAR                           |
| 162128 -       | 1998 SL87              | 26 de setembre de 1998 | Socorro                | LINEAR                           |
| 162129 -       | 1998 SZ91              | 26 de setembre de 1998 | Socorro                | LINEAR                           |
| 162130 -       | 1998 SP104             | 26 de setembre de 1998 | Socorro                | LINEAR                           |
| 162131 -       | 1998 SL127             | 26 de setembre de 1998 | Socorro                | LINEAR                           |
| 162132 -       | 1998 SA162             | 26 de setembre de 1998 | Socorro                | LINEAR                           |
| 162133 -       | 1998 SH163             | 26 de setembre de 1998 | Socorro                | LINEAR                           |
| 162134 -       | 1998 TJ24              | 14 d'octubre de 1998   | Kitt Peak              | Spacewatch                       |
| 162135 -       | 1998 TE38              | 3 d'octubre de 1998    | Anderson Mesa          | LONEOS                           |
| 162136 -       | 1998 UD5               | 22 d'octubre de 1998   | Caussols               | ODAS                             |
| 162137 -       | 1998 UJ10              | 16 d'octubre de 1998   | Kitt Peak              | Spacewatch                       |
| 162138 -       | 1998 UY13              | 23 d'octubre de 1998   | Kitt Peak              | Spacewatch                       |
| 162139 -       | 1998 UL19              | 28 d'octubre de 1998   | Socorro                | LINEAR                           |
| 162140 -       | 1998 UX28              | 18 d'octubre de 1998   | La Silla               | E. W. Elst                       |
| 162141 -       | 1998 UQ40              | 28 d'octubre de 1998   | Socorro                | LINEAR                           |
| 162142 -       | 1998 VR                | 10 de novembre de 1998 | Socorro                | LINEAR                           |
| 162143 -       | 1998 VJ1               | 10 de novembre de 1998 | Socorro                | LINEAR                           |
| 162144 -       | 1998 VZ32              | 11 de novembre de 1998 | Chichibu               | N. Sato                          |
| 162145 -       | 1998 WH40              | 23 de novembre de 1998 | Kitt Peak              | Spacewatch                       |
| 162146 -       | 1998 XW34              | 14 de desembre de 1998 | Socorro                | LINEAR                           |
| 162147 -       | 1998 XV56              | 15 de desembre de 1998 | Socorro                | LINEAR                           |
| 162148 -       | 1998 XJ80              | 15 de desembre de 1998 | Socorro                | LINEAR                           |
| 162149 -       | 1998 YQ11              | 23 de desembre de 1998 | Socorro                | LINEAR                           |
| 162150 -       | 1998 YF20              | 25 de desembre de 1998 | Kitt Peak              | Spacewatch                       |
| 162151 -       | 1999 AS11              | 7 de gener de 1999     | Kitt Peak              | Spacewatch                       |
| 162152 -       | 1999 AV13              | 8 de gener de 1999     | Kitt Peak              | Spacewatch                       |
| 162153 -       | 1999 AP16              | 10 de gener de 1999    | Kitt Peak              | Spacewatch                       |
| 162154 -       | 1999 AD20              | 13 de gener de 1999    | Kitt Peak              | Spacewatch                       |
| 162155 -       | 1999 BV7               | 21 de gener de 1999    | Višnjan Observatory    | K. Korlević                      |
| 162156 -       | 1999 BU28              | 18 de gener de 1999    | Kitt Peak              | Spacewatch                       |
| 162157 -       | 1999 CV8               | 11 de febrer de 1999   | Socorro                | LINEAR                           |
| 162158 -       | 1999 CZ9               | 15 de febrer de 1999   | Baton Rouge            | W. R. Cooney Jr., E. Kandler     |
| 162159 -       | 1999 CV140             | 9 de febrer de 1999    | Kitt Peak              | Spacewatch                       |
| 162160 -       | 1999 CR141             | 10 de febrer de 1999   | Kitt Peak              | Spacewatch                       |
| 162161 -       | 1999 DK3               | 18 de febrer de 1999   | Socorro                | LINEAR                           |
| 162162 -       | 1999 DB7               | 26 de febrer de 1999   | Socorro                | LINEAR                           |
| 162163 -       | 1999 ER                | 6 de març de 1999      | Kitt Peak              | Spacewatch                       |
| 162164 -       | 1999 EQ6               | 14 de març de 1999     | Kitt Peak              | Spacewatch                       |
| 162165 -       | 1999 FT43              | 20 de març de 1999     | Socorro                | LINEAR                           |
| 162166 -       | 1999 FW82              | 20 de març de 1999     | Apache Point           | SDSS                             |
| 162167 -       | 1999 GH6               | 13 d'abril de 1999     | Višnjan Observatory    | K. Korlević                      |
| 162168 -       | 1999 GT6               | 15 d'abril de 1999     | Socorro                | LINEAR                           |
| 162169 -       | 1999 GB14              | 14 d'abril de 1999     | Kitt Peak              | Spacewatch                       |
| 162170 -       | 1999 GA45              | 12 d'abril de 1999     | Socorro                | LINEAR                           |
| 162171 -       | 1999 GC56              | 9 d'abril de 1999      | Kitt Peak              | Spacewatch                       |
| 162172 -       | 1999 GQ58              | 7 d'abril de 1999      | Socorro                | LINEAR                           |
| 162173 -       | 1999 JU3               | 10 de maig de 1999     | Socorro                | LINEAR                           |
| 162174 -       | 1999 JS11              | 12 de maig de 1999     | Socorro                | LINEAR                           |
| 162175 -       | 1999 JJ45              | 10 de maig de 1999     | Socorro                | LINEAR                           |
| 162176 -       | 1999 JZ76              | 12 de maig de 1999     | Socorro                | LINEAR                           |
| 162177 -       | 1999 JU102             | 13 de maig de 1999     | Socorro                | LINEAR                           |
| 162178 -       | 1999 JT114             | 13 de maig de 1999     | Socorro                | LINEAR                           |
| 162179 -       | 1999 JZ127             | 10 de maig de 1999     | Socorro                | LINEAR                           |
| 162180 -       | 1999 KR5               | 20 de maig de 1999     | Bergisch Gladbach      | W. Bickel                        |
| 162181 -       | 1999 LF6               | 10 de juny de 1999     | Socorro                | LINEAR                           |
| 162182 -       | 1999 LY6               | 8 de juny de 1999      | Kitt Peak              | Spacewatch                       |
| 162183 -       | 1999 NB5               | 13 de juliol de 1999   | Socorro                | LINEAR                           |
| 162184 -       | 1999 NP22              | 14 de juliol de 1999   | Socorro                | LINEAR                           |
| 162185 -       | 1999 NK27              | 14 de juliol de 1999   | Socorro                | LINEAR                           |
| 162186 -       | 1999 OP3               | 22 de juliol de 1999   | Socorro                | LINEAR                           |
| 162187 -       | 1999 QR2               | 31 d'agost de 1999     | Ondřejov               | L. Šarounová                     |
| 162188 -       | 1999 RB2               | 6 de setembre de 1999  | Catalina               | CSS                              |
| 162189 -       | 1999 RQ2               | 6 de setembre de 1999  | Catalina               | CSS                              |
| 162190 -       | 1999 RP14              | 7 de setembre de 1999  | Socorro                | LINEAR                           |
| 162191 -       | 1999 RX16              | 7 de setembre de 1999  | Socorro                | LINEAR                           |
| 162192 -       | 1999 RY28              | 7 de setembre de 1999  | Socorro                | LINEAR                           |
| 162193 -       | 1999 RO30              | 8 de setembre de 1999  | Socorro                | LINEAR                           |
| 162194 -       | 1999 RP35              | 11 de setembre de 1999 | Višnjan Observatory    | K. Korlević                      |
| 162195 -       | 1999 RK45              | 13 de setembre de 1999 | Socorro                | LINEAR                           |
| 162196 -       | 1999 RL45              | 14 de setembre de 1999 | Socorro                | LINEAR                           |
| 162197 -       | 1999 RA50              | 7 de setembre de 1999  | Socorro                | LINEAR                           |
| 162198 -       | 1999 RM55              | 7 de setembre de 1999  | Socorro                | LINEAR                           |
| 162199 -       | 1999 RU101             | 8 de setembre de 1999  | Socorro                | LINEAR                           |
| 162200 -       | 1999 RY106             | 8 de setembre de 1999  | Socorro                | LINEAR                           |
| 162201-162300  |                        |                        |                        |                                  |
| 162201 -       | 1999 RK117             | 9 de setembre de 1999  | Socorro                | LINEAR                           |
| 162202 -       | 1999 RB156             | 9 de setembre de 1999  | Socorro                | LINEAR                           |
| 162203 -       | 1999 RV158             | 9 de setembre de 1999  | Socorro                | LINEAR                           |
| 162204 -       | 1999 RJ160             | 9 de setembre de 1999  | Socorro                | LINEAR                           |
| 162205 -       | 1999 RH165             | 9 de setembre de 1999  | Socorro                | LINEAR                           |
| 162206 -       | 1999 RN165             | 9 de setembre de 1999  | Socorro                | LINEAR                           |
| 162207 -       | 1999 RK200             | 8 de setembre de 1999  | Socorro                | LINEAR                           |
| 162208 -       | 1999 RB258             | 6 de setembre de 1999  | Anderson Mesa          | LONEOS                           |
| 162209 -       | 1999 SD3               | 24 de setembre de 1999 | Socorro                | LINEAR                           |
| 162210 -       | 1999 SM5               | 28 de setembre de 1999 | Socorro                | LINEAR                           |
| 162211 -       | 1999 SE18              | 30 de setembre de 1999 | Socorro                | LINEAR                           |
| 162212 -       | 1999 SP25              | 30 de setembre de 1999 | Catalina               | CSS                              |
| 162213 -       | 1999 TL3               | 4 d'octubre de 1999    | Prescott               | P. G. Comba                      |
| 162214 -       | 1999 TC10              | 8 d'octubre de 1999    | Catalina               | CSS                              |
| 162215 -       | 1999 TL12              | 10 d'octubre de 1999   | Socorro                | LINEAR                           |
| 162216 -       | 1999 TD13              | 10 d'octubre de 1999   | Oizumi                 | T. Kobayashi                     |
| 162217 -       | 1999 TC34              | 4 d'octubre de 1999    | Socorro                | LINEAR                           |
| 162218 -       | 1999 TW54              | 6 d'octubre de 1999    | Kitt Peak              | Spacewatch                       |
| 162219 -       | 1999 TS63              | 7 d'octubre de 1999    | Kitt Peak              | Spacewatch                       |
| 162220 -       | 1999 TL79              | 11 d'octubre de 1999   | Kitt Peak              | Spacewatch                       |
| 162221 -       | 1999 TM87              | 15 d'octubre de 1999   | Kitt Peak              | Spacewatch                       |
| 162222 -       | 1999 TS102             | 2 d'octubre de 1999    | Socorro                | LINEAR                           |
| 162223 -       | 1999 TR119             | 4 d'octubre de 1999    | Socorro                | LINEAR                           |
| 162224 -       | 1999 TD120             | 4 d'octubre de 1999    | Socorro                | LINEAR                           |
| 162225 -       | 1999 TX121             | 4 d'octubre de 1999    | Socorro                | LINEAR                           |
| 162226 -       | 1999 TR127             | 4 d'octubre de 1999    | Socorro                | LINEAR                           |
| 162227 -       | 1999 TS127             | 4 d'octubre de 1999    | Socorro                | LINEAR                           |
| 162228 -       | 1999 TS132             | 6 d'octubre de 1999    | Socorro                | LINEAR                           |
| 162229 -       | 1999 TJ143             | 7 d'octubre de 1999    | Socorro                | LINEAR                           |
| 162230 -       | 1999 TS148             | 7 d'octubre de 1999    | Socorro                | LINEAR                           |
| 162231 -       | 1999 TP149             | 15 d'octubre de 1999   | Socorro                | LINEAR                           |
| 162232 -       | 1999 TC154             | 7 d'octubre de 1999    | Socorro                | LINEAR                           |
| 162233 -       | 1999 TL173             | 10 d'octubre de 1999   | Socorro                | LINEAR                           |
| 162234 -       | 1999 TQ185             | 12 d'octubre de 1999   | Socorro                | LINEAR                           |
| 162235 -       | 1999 TR185             | 12 d'octubre de 1999   | Socorro                | LINEAR                           |
| 162236 -       | 1999 TE192             | 12 d'octubre de 1999   | Socorro                | LINEAR                           |
| 162237 -       | 1999 TF196             | 12 d'octubre de 1999   | Socorro                | LINEAR                           |
| 162238 -       | 1999 TP198             | 12 d'octubre de 1999   | Socorro                | LINEAR                           |
| 162239 -       | 1999 TU198             | 12 d'octubre de 1999   | Socorro                | LINEAR                           |
| 162240 -       | 1999 TU208             | 14 d'octubre de 1999   | Socorro                | LINEAR                           |
| 162241 -       | 1999 TZ217             | 15 d'octubre de 1999   | Socorro                | LINEAR                           |
| 162242 -       | 1999 TC219             | 1 d'octubre de 1999    | Catalina               | CSS                              |
| 162243 -       | 1999 TS228             | 2 d'octubre de 1999    | Anderson Mesa          | LONEOS                           |
| 162244 -       | 1999 TD236             | 3 d'octubre de 1999    | Catalina               | CSS                              |
| 162245 -       | 1999 TT241             | 4 d'octubre de 1999    | Catalina               | CSS                              |
| 162246 -       | 1999 TO248             | 8 d'octubre de 1999    | Catalina               | CSS                              |
| 162247 -       | 1999 TJ253             | 9 d'octubre de 1999    | Socorro                | LINEAR                           |
| 162248 -       | 1999 TW267             | 3 d'octubre de 1999    | Socorro                | LINEAR                           |
| 162249 -       | 1999 TX277             | 6 d'octubre de 1999    | Socorro                | LINEAR                           |
| 162250 -       | 1999 TK288             | 10 d'octubre de 1999   | Socorro                | LINEAR                           |
| 162251 -       | 1999 TM289             | 10 d'octubre de 1999   | Socorro                | LINEAR                           |
| 162252 -       | 1999 TJ290             | 10 d'octubre de 1999   | Socorro                | LINEAR                           |
| 162253 -       | 1999 TQ297             | 2 d'octubre de 1999    | Kitt Peak              | Spacewatch                       |
| 162254 -       | 1999 TC313             | 9 d'octubre de 1999    | Socorro                | LINEAR                           |
| 162255 -       | 1999 TU313             | 9 d'octubre de 1999    | Socorro                | LINEAR                           |
| 162256 -       | 1999 TR314             | 7 d'octubre de 1999    | Socorro                | LINEAR                           |
| 162257 -       | 1999 TS314             | 7 d'octubre de 1999    | Socorro                | LINEAR                           |
| 162258 -       | 1999 TY322             | 2 d'octubre de 1999    | Socorro                | LINEAR                           |
| 162259 -       | 1999 UV9               | 31 d'octubre de 1999   | Socorro                | LINEAR                           |
| 162260 -       | 1999 UB10              | 31 d'octubre de 1999   | Socorro                | LINEAR                           |
| 162261 -       | 1999 UE17              | 30 d'octubre de 1999   | Catalina               | CSS                              |
| 162262 -       | 1999 UZ20              | 31 d'octubre de 1999   | Kitt Peak              | Spacewatch                       |
| 162263 -       | 1999 UB25              | 28 d'octubre de 1999   | Catalina               | CSS                              |
| 162264 -       | 1999 UN38              | 29 d'octubre de 1999   | Anderson Mesa          | LONEOS                           |
| 162265 -       | 1999 UD39              | 29 d'octubre de 1999   | Anderson Mesa          | LONEOS                           |
| 162266 -       | 1999 UR45              | 31 d'octubre de 1999   | Catalina               | CSS                              |
| 162267 -       | 1999 UC47              | 29 d'octubre de 1999   | Anderson Mesa          | LONEOS                           |
| 162268 -       | 1999 UL51              | 31 d'octubre de 1999   | Catalina               | CSS                              |
| 162269 -       | 1999 VO6               | 5 de novembre de 1999  | Socorro                | LINEAR                           |
| 162270 -       | 1999 VU7               | 7 de novembre de 1999  | Višnjan Observatory    | K. Korlević                      |
| 162271 -       | 1999 VC8               | 8 de novembre de 1999  | Višnjan Observatory    | K. Korlević                      |
| 162272 -       | 1999 VQ9               | 9 de novembre de 1999  | Višnjan Observatory    | K. Korlević                      |
| 162273 -       | 1999 VL12              | 9 de novembre de 1999  | Socorro                | LINEAR                           |
| 162274 -       | 1999 VO19              | 10 de novembre de 1999 | Višnjan Observatory    | K. Korlević                      |
| 162275 -       | 1999 VM21              | 12 de novembre de 1999 | Višnjan Observatory    | K. Korlević                      |
| 162276 -       | 1999 VC33              | 3 de novembre de 1999  | Socorro                | LINEAR                           |
| 162277 -       | 1999 VY44              | 4 de novembre de 1999  | Catalina               | CSS                              |
| 162278 -       | 1999 VU49              | 3 de novembre de 1999  | Socorro                | LINEAR                           |
| 162279 -       | 1999 VS57              | 4 de novembre de 1999  | Socorro                | LINEAR                           |
| 162280 -       | 1999 VN59              | 4 de novembre de 1999  | Socorro                | LINEAR                           |
| 162281 -       | 1999 VF62              | 4 de novembre de 1999  | Socorro                | LINEAR                           |
| 162282 -       | 1999 VS69              | 4 de novembre de 1999  | Socorro                | LINEAR                           |
| 162283 -       | 1999 VJ73              | 1 de novembre de 1999  | Kitt Peak              | Spacewatch                       |
| 162284 -       | 1999 VU77              | 3 de novembre de 1999  | Socorro                | LINEAR                           |
| 162285 -       | 1999 VT81              | 5 de novembre de 1999  | Socorro                | LINEAR                           |
| 162286 -       | 1999 VB102             | 9 de novembre de 1999  | Socorro                | LINEAR                           |
| 162287 -       | 1999 VN107             | 9 de novembre de 1999  | Socorro                | LINEAR                           |
| 162288 -       | 1999 VW123             | 5 de novembre de 1999  | Kitt Peak              | Spacewatch                       |
| 162289 -       | 1999 VJ124             | 6 de novembre de 1999  | Kitt Peak              | Spacewatch                       |
| 162290 -       | 1999 VG129             | 11 de novembre de 1999 | Kitt Peak              | Spacewatch                       |
| 162291 -       | 1999 VP137             | 12 de novembre de 1999 | Socorro                | LINEAR                           |
| 162292 -       | 1999 VO142             | 10 de novembre de 1999 | Kitt Peak              | Spacewatch                       |
| 162293 -       | 1999 VY142             | 13 de novembre de 1999 | Kitt Peak              | Spacewatch                       |
| 162294 -       | 1999 VQ148             | 14 de novembre de 1999 | Socorro                | LINEAR                           |
| 162295 -       | 1999 VW149             | 14 de novembre de 1999 | Socorro                | LINEAR                           |
| 162296 -       | 1999 VD151             | 14 de novembre de 1999 | Socorro                | LINEAR                           |
| 162297 -       | 1999 VU167             | 14 de novembre de 1999 | Socorro                | LINEAR                           |
| 162298 -       | 1999 VZ174             | 4 de novembre de 1999  | Kitt Peak              | Spacewatch                       |
| 162299 -       | 1999 VW180             | 7 de novembre de 1999  | Socorro                | LINEAR                           |
| 162300 -       | 1999 VY180             | 7 de novembre de 1999  | Socorro                | LINEAR                           |
| 162301-162400  |                        |                        |                        |                                  |
| 162301 -       | 1999 VX183             | 14 de novembre de 1999 | Socorro                | LINEAR                           |
| 162302 -       | 1999 VO184             | 15 de novembre de 1999 | Socorro                | LINEAR                           |
| 162303 -       | 1999 VW186             | 15 de novembre de 1999 | Socorro                | LINEAR                           |
| 162304 -       | 1999 VR193             | 3 de novembre de 1999  | Anderson Mesa          | LONEOS                           |
| 162305 -       | 1999 VD194             | 1 de novembre de 1999  | Catalina               | CSS                              |
| 162306 -       | 1999 VE200             | 5 de novembre de 1999  | Catalina               | CSS                              |
| 162307 -       | 1999 VP213             | 13 de novembre de 1999 | Catalina               | CSS                              |
| 162308 -       | 1999 VL225             | 5 de novembre de 1999  | Socorro                | LINEAR                           |
| 162309 -       | 1999 WK10              | 28 de novembre de 1999 | Kitt Peak              | Spacewatch                       |
| 162310 -       | 1999 WN13              | 29 de novembre de 1999 | Višnjan Observatory    | K. Korlević                      |
| 162311 -       | 1999 WM17              | 30 de novembre de 1999 | Kitt Peak              | Spacewatch                       |
| 162312 -       | 1999 WG20              | 16 de novembre de 1999 | Socorro                | LINEAR                           |
| 162313 -       | 1999 WA24              | 17 de novembre de 1999 | Kitt Peak              | Spacewatch                       |
| 162314 -       | 1999 XE7               | 4 de desembre de 1999  | Catalina               | CSS                              |
| 162315 -       | 1999 XC11              | 5 de desembre de 1999  | Catalina               | CSS                              |
| 162316 -       | 1999 XY14              | 6 de desembre de 1999  | Socorro                | LINEAR                           |
| 162317 -       | 1999 XB23              | 6 de desembre de 1999  | Socorro                | LINEAR                           |
| 162318 -       | 1999 XQ25              | 6 de desembre de 1999  | Socorro                | LINEAR                           |
| 162319 -       | 1999 XS26              | 6 de desembre de 1999  | Socorro                | LINEAR                           |
| 162320 -       | 1999 XN27              | 6 de desembre de 1999  | Socorro                | LINEAR                           |
| 162321 -       | 1999 XG30              | 6 de desembre de 1999  | Socorro                | LINEAR                           |
| 162322 -       | 1999 XZ42              | 7 de desembre de 1999  | Socorro                | LINEAR                           |
| 162323 -       | 1999 XA45              | 7 de desembre de 1999  | Socorro                | LINEAR                           |
| 162324 -       | 1999 XB50              | 7 de desembre de 1999  | Socorro                | LINEAR                           |
| 162325 -       | 1999 XC50              | 7 de desembre de 1999  | Socorro                | LINEAR                           |
| 162326 -       | 1999 XB52              | 7 de desembre de 1999  | Socorro                | LINEAR                           |
| 162327 -       | 1999 XA55              | 7 de desembre de 1999  | Socorro                | LINEAR                           |
| 162328 -       | 1999 XJ59              | 7 de desembre de 1999  | Socorro                | LINEAR                           |
| 162329 -       | 1999 XM64              | 7 de desembre de 1999  | Socorro                | LINEAR                           |
| 162330 -       | 1999 XW65              | 7 de desembre de 1999  | Socorro                | LINEAR                           |
| 162331 -       | 1999 XT66              | 7 de desembre de 1999  | Socorro                | LINEAR                           |
| 162332 -       | 1999 XK101             | 7 de desembre de 1999  | Socorro                | LINEAR                           |
| 162333 -       | 1999 XZ101             | 7 de desembre de 1999  | Socorro                | LINEAR                           |
| 162334 -       | 1999 XP103             | 7 de desembre de 1999  | Socorro                | LINEAR                           |
| 162335 -       | 1999 XN113             | 11 de desembre de 1999 | Socorro                | LINEAR                           |
| 162336 -       | 1999 XT118             | 5 de desembre de 1999  | Catalina               | CSS                              |
| 162337 -       | 1999 XK124             | 7 de desembre de 1999  | Catalina               | CSS                              |
| 162338 -       | 1999 XT129             | 12 de desembre de 1999 | Socorro                | LINEAR                           |
| 162339 -       | 1999 XR133             | 12 de desembre de 1999 | Socorro                | LINEAR                           |
| 162340 -       | 1999 XT134             | 5 de desembre de 1999  | Socorro                | LINEAR                           |
| 162341 -       | 1999 XV134             | 5 de desembre de 1999  | Socorro                | LINEAR                           |
| 162342 -       | 1999 XT138             | 5 de desembre de 1999  | Kitt Peak              | Spacewatch                       |
| 162343 -       | 1999 XG155             | 8 de desembre de 1999  | Socorro                | LINEAR                           |
| 162344 -       | 1999 XX159             | 8 de desembre de 1999  | Socorro                | LINEAR                           |
| 162345 -       | 1999 XT162             | 8 de desembre de 1999  | Kitt Peak              | Spacewatch                       |
| 162346 -       | 1999 XX167             | 10 de desembre de 1999 | Socorro                | LINEAR                           |
| 162347 -       | 1999 XD172             | 10 de desembre de 1999 | Socorro                | LINEAR                           |
| 162348 -       | 1999 XT187             | 12 de desembre de 1999 | Socorro                | LINEAR                           |
| 162349 -       | 1999 XH208             | 13 de desembre de 1999 | Socorro                | LINEAR                           |
| 162350 -       | 1999 XX212             | 14 de desembre de 1999 | Socorro                | LINEAR                           |
| 162351 -       | 1999 XV215             | 15 de desembre de 1999 | Socorro                | LINEAR                           |
| 162352 -       | 1999 XS226             | 14 de desembre de 1999 | Kitt Peak              | Spacewatch                       |
| 162353 -       | 1999 YX                | 16 de desembre de 1999 | Fountain Hills         | C. W. Juels                      |
| 162354 -       | 1999 YQ5               | 28 de desembre de 1999 | Socorro                | LINEAR                           |
| 162355 -       | 1999 YW5               | 29 de desembre de 1999 | Socorro                | LINEAR                           |
| 162356 -       | 1999 YA6               | 29 de desembre de 1999 | Socorro                | LINEAR                           |
| 162357 -       | 1999 YA7               | 30 de desembre de 1999 | Socorro                | LINEAR                           |
| 162358 -       | 1999 YT7               | 27 de desembre de 1999 | Kitt Peak              | Spacewatch                       |
| 162359 -       | 1999 YH22              | 27 de desembre de 1999 | Kitt Peak              | Spacewatch                       |
| 162360 -       | 2000 AH3               | 2 de gener de 2000     | Socorro                | LINEAR                           |
| 162361 -       | 2000 AF6               | 4 de gener de 2000     | Socorro                | LINEAR                           |
| 162362 -       | 2000 AU23              | 3 de gener de 2000     | Socorro                | LINEAR                           |
| 162363 -       | 2000 AN34              | 3 de gener de 2000     | Socorro                | LINEAR                           |
| 162364 -       | 2000 AB70              | 5 de gener de 2000     | Socorro                | LINEAR                           |
| 162365 -       | 2000 AK77              | 5 de gener de 2000     | Socorro                | LINEAR                           |
| 162366 -       | 2000 AD83              | 5 de gener de 2000     | Socorro                | LINEAR                           |
| 162367 -       | 2000 AJ101             | 5 de gener de 2000     | Socorro                | LINEAR                           |
| 162368 -       | 2000 AV101             | 5 de gener de 2000     | Socorro                | LINEAR                           |
| 162369 -       | 2000 AZ112             | 5 de gener de 2000     | Socorro                | LINEAR                           |
| 162370 -       | 2000 AE119             | 5 de gener de 2000     | Socorro                | LINEAR                           |
| 162371 -       | 2000 AY145             | 7 de gener de 2000     | Socorro                | LINEAR                           |
| 162372 -       | 2000 AG149             | 7 de gener de 2000     | Socorro                | LINEAR                           |
| 162373 -       | 2000 AR155             | 3 de gener de 2000     | Socorro                | LINEAR                           |
| 162374 -       | 2000 AC175             | 7 de gener de 2000     | Socorro                | LINEAR                           |
| 162375 -       | 2000 AK180             | 7 de gener de 2000     | Socorro                | LINEAR                           |
| 162376 -       | 2000 AE191             | 8 de gener de 2000     | Socorro                | LINEAR                           |
| 162377 -       | 2000 AL196             | 8 de gener de 2000     | Socorro                | LINEAR                           |
| 162378 -       | 2000 AF201             | 9 de gener de 2000     | Socorro                | LINEAR                           |
| 162379 -       | 2000 AF202             | 10 de gener de 2000    | Socorro                | LINEAR                           |
| 162380 -       | 2000 AW225             | 12 de gener de 2000    | Kitt Peak              | Spacewatch                       |
| 162381 -       | 2000 AM226             | 12 de gener de 2000    | Kitt Peak              | Spacewatch                       |
| 162382 -       | 2000 AA254             | 7 de gener de 2000     | Kitt Peak              | Spacewatch                       |
| 162383 -       | 2000 BN2               | 26 de gener de 2000    | Socorro                | LINEAR                           |
| 162384 -       | 2000 BC6               | 28 de gener de 2000    | Socorro                | LINEAR                           |
| 162385 -       | 2000 BM19              | 31 de gener de 2000    | Socorro                | LINEAR                           |
| 162386 -       | 2000 BA26              | 30 de gener de 2000    | Socorro                | LINEAR                           |
| 162387 -       | 2000 BN37              | 26 de gener de 2000    | Kitt Peak              | Spacewatch                       |
| 162388 -       | 2000 BK39              | 27 de gener de 2000    | Kitt Peak              | Spacewatch                       |
| 162389 -       | 2000 CE4               | 2 de febrer de 2000    | Socorro                | LINEAR                           |
| 162390 -       | 2000 CD13              | 2 de febrer de 2000    | Socorro                | LINEAR                           |
| 162391 -       | 2000 CZ43              | 2 de febrer de 2000    | Socorro                | LINEAR                           |
| 162392 -       | 2000 CG45              | 2 de febrer de 2000    | Socorro                | LINEAR                           |
| 162393 -       | 2000 CM81              | 4 de febrer de 2000    | Socorro                | LINEAR                           |
| 162394 -       | 2000 CW95              | 10 de febrer de 2000   | Kitt Peak              | Spacewatch                       |
| 162395 -       | 2000 CY108             | 5 de febrer de 2000    | Kitt Peak              | M. W. Buie                       |
| 162396 -       | 2000 CV120             | 5 de febrer de 2000    | Kitt Peak              | M. W. Buie                       |
| 162397 -       | 2000 CC135             | 4 de febrer de 2000    | Kitt Peak              | Spacewatch                       |
| 162398 -       | 2000 DP7               | 27 de febrer de 2000   | Needville              | Needville                        |
| 162399 -       | 2000 DN10              | 26 de febrer de 2000   | Kitt Peak              | Spacewatch                       |
| 162400 -       | 2000 DR22              | 29 de febrer de 2000   | Socorro                | LINEAR                           |
| 162401-162500  |                        |                        |                        |                                  |
| 162401 -       | 2000 DK33              | 29 de febrer de 2000   | Socorro                | LINEAR                           |
| 162402 -       | 2000 DZ38              | 29 de febrer de 2000   | Socorro                | LINEAR                           |
| 162403 -       | 2000 DA41              | 29 de febrer de 2000   | Socorro                | LINEAR                           |
| 162404 -       | 2000 DP60              | 29 de febrer de 2000   | Socorro                | LINEAR                           |
| 162405 -       | 2000 DH78              | 29 de febrer de 2000   | Socorro                | LINEAR                           |
| 162406 -       | 2000 DV93              | 28 de febrer de 2000   | Socorro                | LINEAR                           |
| 162407 -       | 2000 DF94              | 28 de febrer de 2000   | Socorro                | LINEAR                           |
| 162408 -       | 2000 DM94              | 28 de febrer de 2000   | Socorro                | LINEAR                           |
| 162409 -       | 2000 DK102             | 29 de febrer de 2000   | Socorro                | LINEAR                           |
| 162410 -       | 2000 DE104             | 29 de febrer de 2000   | Socorro                | LINEAR                           |
| 162411 -       | 2000 DM111             | 29 de febrer de 2000   | Socorro                | LINEAR                           |
| 162412 -       | 2000 DF113             | 26 de febrer de 2000   | Kitt Peak              | Spacewatch                       |
| 162413 -       | 2000 EK2               | 3 de març de 2000      | Socorro                | LINEAR                           |
| 162414 -       | 2000 EL2               | 3 de març de 2000      | Socorro                | LINEAR                           |
| 162415 -       | 2000 EY2               | 3 de març de 2000      | Socorro                | LINEAR                           |
| 162416 -       | 2000 EH26              | 4 de març de 2000      | Socorro                | LINEAR                           |
| 162417 -       | 2000 EA30              | 5 de març de 2000      | Socorro                | LINEAR                           |
| 162418 -       | 2000 ER46              | 9 de març de 2000      | Socorro                | LINEAR                           |
| 162419 -       | 2000 EA67              | 10 de març de 2000     | Socorro                | LINEAR                           |
| 162420 -       | 2000 EU69              | 10 de març de 2000     | Socorro                | LINEAR                           |
| 162421 -       | 2000 ET70              | 8 de març de 2000      | Socorro                | LINEAR                           |
| 162422 -       | 2000 EV70              | 8 de març de 2000      | Socorro                | LINEAR                           |
| 162423 -       | 2000 EK88              | 9 de març de 2000      | Socorro                | LINEAR                           |
| 162424 -       | 2000 EE113             | 9 de març de 2000      | Kitt Peak              | Spacewatch                       |
| 162425 -       | 2000 EF136             | 11 de març de 2000     | Socorro                | LINEAR                           |
| 162426 -       | 2000 EP143             | 3 de març de 2000      | Socorro                | LINEAR                           |
| 162427 -       | 2000 EH162             | 3 de març de 2000      | Socorro                | LINEAR                           |
| 162428 -       | 2000 EP162             | 3 de març de 2000      | Socorro                | LINEAR                           |
| 162429 -       | 2000 EM165             | 3 de març de 2000      | Socorro                | LINEAR                           |
| 162430 -       | 2000 EQ193             | 3 de març de 2000      | Socorro                | LINEAR                           |
| 162431 -       | 2000 FV4               | 27 de març de 2000     | Kitt Peak              | Spacewatch                       |
| 162432 -       | 2000 FR5               | 25 de març de 2000     | Kitt Peak              | Spacewatch                       |
| 162433 -       | 2000 FK10              | 26 de març de 2000     | Socorro                | LINEAR                           |
| 162434 -       | 2000 FA34              | 29 de març de 2000     | Socorro                | LINEAR                           |
| 162435 -       | 2000 FO52              | 29 de març de 2000     | Kitt Peak              | Spacewatch                       |
| 162436 -       | 2000 FX52              | 30 de març de 2000     | Kitt Peak              | Spacewatch                       |
| 162437 -       | 2000 FH59              | 29 de març de 2000     | Socorro                | LINEAR                           |
| 162438 -       | 2000 GF3               | 5 d'abril de 2000      | Socorro                | LINEAR                           |
| 162439 -       | 2000 GD5               | 3 d'abril de 2000      | Socorro                | LINEAR                           |
| 162440 -       | 2000 GR8               | 5 d'abril de 2000      | Socorro                | LINEAR                           |
| 162441 -       | 2000 GO23              | 5 d'abril de 2000      | Socorro                | LINEAR                           |
| 162442 -       | 2000 GU39              | 5 d'abril de 2000      | Socorro                | LINEAR                           |
| 162443 -       | 2000 GF40              | 5 d'abril de 2000      | Socorro                | LINEAR                           |
| 162444 -       | 2000 GP63              | 5 d'abril de 2000      | Socorro                | LINEAR                           |
| 162445 -       | 2000 GV63              | 5 d'abril de 2000      | Socorro                | LINEAR                           |
| 162446 -       | 2000 GT83              | 3 d'abril de 2000      | Socorro                | LINEAR                           |
| 162447 -       | 2000 GJ118             | 3 d'abril de 2000      | Kitt Peak              | Spacewatch                       |
| 162448 -       | 2000 GW152             | 6 d'abril de 2000      | Anderson Mesa          | LONEOS                           |
| 162449 -       | 2000 GC156             | 6 d'abril de 2000      | Anderson Mesa          | LONEOS                           |
| 162450 -       | 2000 GA159             | 7 d'abril de 2000      | Socorro                | LINEAR                           |
| 162451 -       | 2000 GB180             | 5 d'abril de 2000      | Socorro                | LINEAR                           |
| 162452 -       | 2000 HO14              | 29 d'abril de 2000     | Socorro                | LINEAR                           |
| 162453 -       | 2000 HU17              | 24 d'abril de 2000     | Kitt Peak              | Spacewatch                       |
| 162454 -       | 2000 HO24              | 24 d'abril de 2000     | Anderson Mesa          | LONEOS                           |
| 162455 -       | 2000 HL28              | 29 d'abril de 2000     | Socorro                | LINEAR                           |
| 162456 -       | 2000 HA35              | 27 d'abril de 2000     | Socorro                | LINEAR                           |
| 162457 -       | 2000 HO35              | 27 d'abril de 2000     | Socorro                | LINEAR                           |
| 162458 -       | 2000 HK48              | 29 d'abril de 2000     | Socorro                | LINEAR                           |
| 162459 -       | 2000 HO50              | 29 d'abril de 2000     | Socorro                | LINEAR                           |
| 162460 -       | 2000 HX69              | 26 d'abril de 2000     | Anderson Mesa          | LONEOS                           |
| 162461 -       | 2000 HS94              | 29 d'abril de 2000     | Socorro                | LINEAR                           |
| 162462 -       | 2000 HV103             | 27 d'abril de 2000     | Anderson Mesa          | LONEOS                           |
| 162463 -       | 2000 JH5               | 2 de maig de 2000      | Socorro                | LINEAR                           |
| 162464 -       | 2000 JR60              | 7 de maig de 2000      | Socorro                | LINEAR                           |
| 162465 -       | 2000 JU81              | 7 de maig de 2000      | Socorro                | LINEAR                           |
| 162466 -       | 2000 JA90              | 4 de maig de 2000      | Apache Point           | SDSS                             |
| 162467 -       | 2000 KJ20              | 28 de maig de 2000     | Socorro                | LINEAR                           |
| 162468 -       | 2000 KW23              | 28 de maig de 2000     | Socorro                | LINEAR                           |
| 162469 -       | 2000 KK40              | 26 de maig de 2000     | Kitt Peak              | Spacewatch                       |
| 162470 -       | 2000 KX43              | 29 de maig de 2000     | Anderson Mesa          | LONEOS                           |
| 162471 -       | 2000 KK60              | 25 de maig de 2000     | Anderson Mesa          | LONEOS                           |
| 162472 -       | 2000 LL                | 1 de juny de 2000      | Socorro                | LINEAR                           |
| 162473 -       | 2000 LA16              | 7 de juny de 2000      | Kitt Peak              | Spacewatch                       |
| 162474 -       | 2000 LB16              | 7 de juny de 2000      | Socorro                | LINEAR                           |
| 162475 -       | 2000 MV4               | 25 de juny de 2000     | Socorro                | LINEAR                           |
| 162476 -       | 2000 NC21              | 6 de juliol de 2000    | Anderson Mesa          | LONEOS                           |
| 162477 -       | 2000 NV28              | 2 de juliol de 2000    | Kitt Peak              | Spacewatch                       |
| 162478 -       | 2000 OT9               | 31 de juliol de 2000   | Ondřejov               | L. Šarounová                     |
| 162479 -       | 2000 OH31              | 30 de juliol de 2000   | Socorro                | LINEAR                           |
| 162480 -       | 2000 OL36              | 30 de juliol de 2000   | Socorro                | LINEAR                           |
| 162481 -       | 2000 OM56              | 29 de juliol de 2000   | Anderson Mesa          | LONEOS                           |
| 162482 -       | 2000 ON59              | 29 de juliol de 2000   | Anderson Mesa          | LONEOS                           |
| 162483 -       | 2000 PJ5               | 4 d'agost de 2000      | Socorro                | LINEAR                           |
| 162484 -       | 2000 PD10              | 1 d'agost de 2000      | Socorro                | LINEAR                           |
| 162485 -       | 2000 PA14              | 1 d'agost de 2000      | Socorro                | LINEAR                           |
| 162486 -       | 2000 PN14              | 1 d'agost de 2000      | Socorro                | LINEAR                           |
| 162487 -       | 2000 PF15              | 1 d'agost de 2000      | Socorro                | LINEAR                           |
| 162488 -       | 2000 PV19              | 1 d'agost de 2000      | Socorro                | LINEAR                           |
| 162489 -       | 2000 PX19              | 1 d'agost de 2000      | Socorro                | LINEAR                           |
| 162490 -       | 2000 PA21              | 1 d'agost de 2000      | Socorro                | LINEAR                           |
| 162491 -       | 2000 PV23              | 2 d'agost de 2000      | Socorro                | LINEAR                           |
| 162492 -       | 2000 QA2               | 24 d'agost de 2000     | Socorro                | LINEAR                           |
| 162493 -       | 2000 QY7               | 25 d'agost de 2000     | Višnjan Observatory    | K. Korlević, M. Jurić            |
| 162494 -       | 2000 QA8               | 25 d'agost de 2000     | Višnjan Observatory    | K. Korlević, M. Jurić            |
| 162495 -       | 2000 QV17              | 24 d'agost de 2000     | Socorro                | LINEAR                           |
| 162496 -       | 2000 QH26              | 26 d'agost de 2000     | Ondřejov               | P. Pravec, P. Kušnirák           |
| 162497 -       | 2000 QW26              | 24 d'agost de 2000     | Socorro                | LINEAR                           |
| 162498 -       | 2000 QH32              | 26 d'agost de 2000     | Socorro                | LINEAR                           |
| 162499 -       | 2000 QZ33              | 26 d'agost de 2000     | Višnjan Observatory    | K. Korlević, M. Jurić            |
| 162500 -       | 2000 QE38              | 24 d'agost de 2000     | Socorro                | LINEAR                           |
| 162501-162600  |                        |                        |                        |                                  |
| 162501 -       | 2000 QH38              | 24 d'agost de 2000     | Socorro                | LINEAR                           |
| 162502 -       | 2000 QL38              | 24 d'agost de 2000     | Socorro                | LINEAR                           |
| 162503 -       | 2000 QF41              | 24 d'agost de 2000     | Socorro                | LINEAR                           |
| 162504 -       | 2000 QM43              | 24 d'agost de 2000     | Socorro                | LINEAR                           |
| 162505 -       | 2000 QP48              | 24 d'agost de 2000     | Socorro                | LINEAR                           |
| 162506 -       | 2000 QC49              | 24 d'agost de 2000     | Socorro                | LINEAR                           |
| 162507 -       | 2000 QE60              | 26 d'agost de 2000     | Socorro                | LINEAR                           |
| 162508 -       | 2000 QA65              | 28 d'agost de 2000     | Socorro                | LINEAR                           |
| 162509 -       | 2000 QV66              | 28 d'agost de 2000     | Socorro                | LINEAR                           |
| 162510 -       | 2000 QW69              | 28 d'agost de 2000     | Socorro                | LINEAR                           |
| 162511 -       | 2000 QP73              | 24 d'agost de 2000     | Socorro                | LINEAR                           |
| 162512 -       | 2000 QT80              | 24 d'agost de 2000     | Socorro                | LINEAR                           |
| 162513 -       | 2000 QQ86              | 25 d'agost de 2000     | Socorro                | LINEAR                           |
| 162514 -       | 2000 QR97              | 28 d'agost de 2000     | Socorro                | LINEAR                           |
| 162515 -       | 2000 QK99              | 28 d'agost de 2000     | Socorro                | LINEAR                           |
| 162516 -       | 2000 QX106             | 29 d'agost de 2000     | Socorro                | LINEAR                           |
| 162517 -       | 2000 QA107             | 29 d'agost de 2000     | Socorro                | LINEAR                           |
| 162518 -       | 2000 QR108             | 29 d'agost de 2000     | Socorro                | LINEAR                           |
| 162519 -       | 2000 QX113             | 24 d'agost de 2000     | Socorro                | LINEAR                           |
| 162520 -       | 2000 QR119             | 25 d'agost de 2000     | Socorro                | LINEAR                           |
| 162521 -       | 2000 QA121             | 25 d'agost de 2000     | Socorro                | LINEAR                           |
| 162522 -       | 2000 QR122             | 25 d'agost de 2000     | Socorro                | LINEAR                           |
| 162523 -       | 2000 QQ125             | 31 d'agost de 2000     | Socorro                | LINEAR                           |
| 162524 -       | 2000 QT125             | 31 d'agost de 2000     | Socorro                | LINEAR                           |
| 162525 -       | 2000 QK127             | 24 d'agost de 2000     | Socorro                | LINEAR                           |
| 162526 -       | 2000 QV131             | 25 d'agost de 2000     | Socorro                | LINEAR                           |
| 162527 -       | 2000 QO134             | 26 d'agost de 2000     | Socorro                | LINEAR                           |
| 162528 -       | 2000 QT134             | 26 d'agost de 2000     | Socorro                | LINEAR                           |
| 162529 -       | 2000 QE141             | 31 d'agost de 2000     | Socorro                | LINEAR                           |
| 162530 -       | 2000 QV141             | 31 d'agost de 2000     | Socorro                | LINEAR                           |
| 162531 -       | 2000 QW142             | 31 d'agost de 2000     | Socorro                | LINEAR                           |
| 162532 -       | 2000 QC146             | 31 d'agost de 2000     | Socorro                | LINEAR                           |
| 162533 -       | 2000 QW146             | 31 d'agost de 2000     | Socorro                | LINEAR                           |
| 162534 -       | 2000 QR157             | 31 d'agost de 2000     | Socorro                | LINEAR                           |
| 162535 -       | 2000 QN158             | 31 d'agost de 2000     | Socorro                | LINEAR                           |
| 162536 -       | 2000 QB161             | 31 d'agost de 2000     | Socorro                | LINEAR                           |
| 162537 -       | 2000 QP164             | 31 d'agost de 2000     | Socorro                | LINEAR                           |
| 162538 -       | 2000 QQ164             | 31 d'agost de 2000     | Socorro                | LINEAR                           |
| 162539 -       | 2000 QA166             | 31 d'agost de 2000     | Socorro                | LINEAR                           |
| 162540 -       | 2000 QZ167             | 31 d'agost de 2000     | Socorro                | LINEAR                           |
| 162541 -       | 2000 QY170             | 31 d'agost de 2000     | Socorro                | LINEAR                           |
| 162542 -       | 2000 QX174             | 31 d'agost de 2000     | Socorro                | LINEAR                           |
| 162543 -       | 2000 QC177             | 31 d'agost de 2000     | Socorro                | LINEAR                           |
| 162544 -       | 2000 QF187             | 26 d'agost de 2000     | Socorro                | LINEAR                           |
| 162545 -       | 2000 QR205             | 31 d'agost de 2000     | Socorro                | LINEAR                           |
| 162546 -       | 2000 QM207             | 31 d'agost de 2000     | Socorro                | LINEAR                           |
| 162547 -       | 2000 QR208             | 31 d'agost de 2000     | Socorro                | LINEAR                           |
| 162548 -       | 2000 QH212             | 31 d'agost de 2000     | Socorro                | LINEAR                           |
| 162549 -       | 2000 QT213             | 31 d'agost de 2000     | Socorro                | LINEAR                           |
| 162550 -       | 2000 QF217             | 31 d'agost de 2000     | Socorro                | LINEAR                           |
| 162551 -       | 2000 QS226             | 31 d'agost de 2000     | Socorro                | LINEAR                           |
| 162552 -       | 2000 QC251             | 21 d'agost de 2000     | Anderson Mesa          | LONEOS                           |
| 162553 -       | 2000 RH12              | 3 de setembre de 2000  | Socorro                | LINEAR                           |
| 162554 -       | 2000 RK13              | 1 de setembre de 2000  | Socorro                | LINEAR                           |
| 162555 -       | 2000 RZ14              | 1 de setembre de 2000  | Socorro                | LINEAR                           |
| 162556 -       | 2000 RW16              | 1 de setembre de 2000  | Socorro                | LINEAR                           |
| 162557 -       | 2000 RP20              | 1 de setembre de 2000  | Socorro                | LINEAR                           |
| 162558 -       | 2000 RF21              | 1 de setembre de 2000  | Socorro                | LINEAR                           |
| 162559 -       | 2000 RY21              | 1 de setembre de 2000  | Socorro                | LINEAR                           |
| 162560 -       | 2000 RJ23              | 1 de setembre de 2000  | Socorro                | LINEAR                           |
| 162561 -       | 2000 RT24              | 1 de setembre de 2000  | Socorro                | LINEAR                           |
| 162562 -       | 2000 RA27              | 1 de setembre de 2000  | Socorro                | LINEAR                           |
| 162563 -       | 2000 RU27              | 1 de setembre de 2000  | Socorro                | LINEAR                           |
| 162564 -       | 2000 RO31              | 1 de setembre de 2000  | Socorro                | LINEAR                           |
| 162565 -       | 2000 RU31              | 1 de setembre de 2000  | Socorro                | LINEAR                           |
| 162566 -       | 2000 RJ34              | 1 de setembre de 2000  | Socorro                | LINEAR                           |
| 162567 -       | 2000 RW37              | 3 de setembre de 2000  | Socorro                | LINEAR                           |
| 162568 -       | 2000 RF38              | 5 de setembre de 2000  | Kvistaberg             | Uppsala-DLR Asteroid Survey      |
| 162569 -       | 2000 RT41              | 3 de setembre de 2000  | Socorro                | LINEAR                           |
| 162570 -       | 2000 RA45              | 3 de setembre de 2000  | Socorro                | LINEAR                           |
| 162571 -       | 2000 RE59              | 7 de setembre de 2000  | Kitt Peak              | Spacewatch                       |
| 162572 -       | 2000 RT60              | 6 de setembre de 2000  | Socorro                | LINEAR                           |
| 162573 -       | 2000 RT63              | 3 de setembre de 2000  | Socorro                | LINEAR                           |
| 162574 -       | 2000 RT65              | 1 de setembre de 2000  | Socorro                | LINEAR                           |
| 162575 -       | 2000 RY77              | 2 de setembre de 2000  | Anderson Mesa          | LONEOS                           |
| 162576 -       | 2000 RR87              | 2 de setembre de 2000  | Anderson Mesa          | LONEOS                           |
| 162577 -       | 2000 RR90              | 3 de setembre de 2000  | Socorro                | LINEAR                           |
| 162578 -       | 2000 RJ92              | 3 de setembre de 2000  | Socorro                | LINEAR                           |
| 162579 -       | 2000 SE5               | 20 de setembre de 2000 | Socorro                | LINEAR                           |
| 162580 -       | 2000 SU6               | 21 de setembre de 2000 | Socorro                | LINEAR                           |
| 162581 -       | 2000 SA10              | 23 de setembre de 2000 | Socorro                | LINEAR                           |
| 162582 -       | 2000 SH12              | 20 de setembre de 2000 | Socorro                | LINEAR                           |
| 162583 -       | 2000 SD14              | 23 de setembre de 2000 | Socorro                | LINEAR                           |
| 162584 -       | 2000 SS29              | 24 de setembre de 2000 | Socorro                | LINEAR                           |
| 162585 -       | 2000 SN30              | 24 de setembre de 2000 | Socorro                | LINEAR                           |
| 162586 -       | 2000 SE31              | 24 de setembre de 2000 | Socorro                | LINEAR                           |
| 162587 -       | 2000 SE34              | 24 de setembre de 2000 | Socorro                | LINEAR                           |
| 162588 -       | 2000 ST34              | 24 de setembre de 2000 | Socorro                | LINEAR                           |
| 162589 -       | 2000 SH35              | 24 de setembre de 2000 | Socorro                | LINEAR                           |
| 162590 -       | 2000 SY38              | 24 de setembre de 2000 | Socorro                | LINEAR                           |
| 162591 -       | 2000 SF40              | 24 de setembre de 2000 | Socorro                | LINEAR                           |
| 162592 -       | 2000 SO43              | 24 de setembre de 2000 | Bergisch Gladbach      | W. Bickel                        |
| 162593 -       | 2000 SY47              | 23 de setembre de 2000 | Socorro                | LINEAR                           |
| 162594 -       | 2000 SE61              | 24 de setembre de 2000 | Socorro                | LINEAR                           |
| 162595 -       | 2000 SX62              | 24 de setembre de 2000 | Socorro                | LINEAR                           |
| 162596 -       | 2000 SG64              | 24 de setembre de 2000 | Socorro                | LINEAR                           |
| 162597 -       | 2000 SJ66              | 24 de setembre de 2000 | Socorro                | LINEAR                           |
| 162598 -       | 2000 SP67              | 24 de setembre de 2000 | Socorro                | LINEAR                           |
| 162599 -       | 2000 SR68              | 24 de setembre de 2000 | Socorro                | LINEAR                           |
| 162600 -       | 2000 SV71              | 24 de setembre de 2000 | Socorro                | LINEAR                           |
| 162601-162700  |                        |                        |                        |                                  |
| 162601 -       | 2000 SB72              | 24 de setembre de 2000 | Socorro                | LINEAR                           |
| 162602 -       | 2000 SD73              | 24 de setembre de 2000 | Socorro                | LINEAR                           |
| 162603 -       | 2000 SJ74              | 24 de setembre de 2000 | Socorro                | LINEAR                           |
| 162604 -       | 2000 SM74              | 24 de setembre de 2000 | Socorro                | LINEAR                           |
| 162605 -       | 2000 ST74              | 24 de setembre de 2000 | Socorro                | LINEAR                           |
| 162606 -       | 2000 SR77              | 24 de setembre de 2000 | Socorro                | LINEAR                           |
| 162607 -       | 2000 SV80              | 24 de setembre de 2000 | Socorro                | LINEAR                           |
| 162608 -       | 2000 SD90              | 22 de setembre de 2000 | Socorro                | LINEAR                           |
| 162609 -       | 2000 SH93              | 23 de setembre de 2000 | Socorro                | LINEAR                           |
| 162610 -       | 2000 SF98              | 23 de setembre de 2000 | Socorro                | LINEAR                           |
| 162611 -       | 2000 SN99              | 23 de setembre de 2000 | Socorro                | LINEAR                           |
| 162612 -       | 2000 SX99              | 23 de setembre de 2000 | Socorro                | LINEAR                           |
| 162613 -       | 2000 SE102             | 24 de setembre de 2000 | Socorro                | LINEAR                           |
| 162614 -       | 2000 SJ103             | 24 de setembre de 2000 | Socorro                | LINEAR                           |
| 162615 -       | 2000 SO103             | 24 de setembre de 2000 | Socorro                | LINEAR                           |
| 162616 -       | 2000 SU104             | 24 de setembre de 2000 | Socorro                | LINEAR                           |
| 162617 -       | 2000 SP107             | 24 de setembre de 2000 | Socorro                | LINEAR                           |
| 162618 -       | 2000 SA111             | 24 de setembre de 2000 | Socorro                | LINEAR                           |
| 162619 -       | 2000 SK114             | 24 de setembre de 2000 | Socorro                | LINEAR                           |
| 162620 -       | 2000 SP114             | 24 de setembre de 2000 | Socorro                | LINEAR                           |
| 162621 -       | 2000 SD118             | 24 de setembre de 2000 | Socorro                | LINEAR                           |
| 162622 -       | 2000 SZ118             | 24 de setembre de 2000 | Socorro                | LINEAR                           |
| 162623 -       | 2000 SH119             | 24 de setembre de 2000 | Socorro                | LINEAR                           |
| 162624 -       | 2000 SP121             | 24 de setembre de 2000 | Socorro                | LINEAR                           |
| 162625 -       | 2000 SR127             | 24 de setembre de 2000 | Socorro                | LINEAR                           |
| 162626 -       | 2000 SH129             | 26 de setembre de 2000 | Socorro                | LINEAR                           |
| 162627 -       | 2000 SR135             | 23 de setembre de 2000 | Socorro                | LINEAR                           |
| 162628 -       | 2000 SO138             | 23 de setembre de 2000 | Socorro                | LINEAR                           |
| 162629 -       | 2000 SU139             | 23 de setembre de 2000 | Socorro                | LINEAR                           |
| 162630 -       | 2000 SC146             | 24 de setembre de 2000 | Socorro                | LINEAR                           |
| 162631 -       | 2000 SN146             | 24 de setembre de 2000 | Socorro                | LINEAR                           |
| 162632 -       | 2000 SA147             | 24 de setembre de 2000 | Socorro                | LINEAR                           |
| 162633 -       | 2000 SQ151             | 24 de setembre de 2000 | Socorro                | LINEAR                           |
| 162634 -       | 2000 SH158             | 27 de setembre de 2000 | Socorro                | LINEAR                           |
| 162635 -       | 2000 SS164             | 27 de setembre de 2000 | Socorro                | LINEAR                           |
| 162636 -       | 2000 SG169             | 23 de setembre de 2000 | Socorro                | LINEAR                           |
| 162637 -       | 2000 SM173             | 28 de setembre de 2000 | Socorro                | LINEAR                           |
| 162638 -       | 2000 ST175             | 28 de setembre de 2000 | Socorro                | LINEAR                           |
| 162639 -       | 2000 SV176             | 28 de setembre de 2000 | Socorro                | LINEAR                           |
| 162640 -       | 2000 SM178             | 28 de setembre de 2000 | Socorro                | LINEAR                           |
| 162641 -       | 2000 SB179             | 28 de setembre de 2000 | Socorro                | LINEAR                           |
| 162642 -       | 2000 SC191             | 24 de setembre de 2000 | Socorro                | LINEAR                           |
| 162643 -       | 2000 SA198             | 24 de setembre de 2000 | Socorro                | LINEAR                           |
| 162644 -       | 2000 SZ204             | 24 de setembre de 2000 | Socorro                | LINEAR                           |
| 162645 -       | 2000 SV207             | 24 de setembre de 2000 | Socorro                | LINEAR                           |
| 162646 -       | 2000 SJ208             | 24 de setembre de 2000 | Socorro                | LINEAR                           |
| 162647 -       | 2000 SM216             | 26 de setembre de 2000 | Socorro                | LINEAR                           |
| 162648 -       | 2000 ST218             | 26 de setembre de 2000 | Socorro                | LINEAR                           |
| 162649 -       | 2000 SF220             | 26 de setembre de 2000 | Socorro                | LINEAR                           |
| 162650 -       | 2000 SS222             | 27 de setembre de 2000 | Socorro                | LINEAR                           |
| 162651 -       | 2000 SU228             | 28 de setembre de 2000 | Socorro                | LINEAR                           |
| 162652 -       | 2000 SW229             | 28 de setembre de 2000 | Socorro                | LINEAR                           |
| 162653 -       | 2000 SM230             | 28 de setembre de 2000 | Socorro                | LINEAR                           |
| 162654 -       | 2000 SY232             | 27 de setembre de 2000 | Socorro                | LINEAR                           |
| 162655 -       | 2000 SN235             | 24 de setembre de 2000 | Socorro                | LINEAR                           |
| 162656 -       | 2000 SB242             | 24 de setembre de 2000 | Socorro                | LINEAR                           |
| 162657 -       | 2000 SJ244             | 24 de setembre de 2000 | Socorro                | LINEAR                           |
| 162658 -       | 2000 SK244             | 24 de setembre de 2000 | Socorro                | LINEAR                           |
| 162659 -       | 2000 SJ247             | 24 de setembre de 2000 | Socorro                | LINEAR                           |
| 162660 -       | 2000 SJ248             | 24 de setembre de 2000 | Socorro                | LINEAR                           |
| 162661 -       | 2000 SG253             | 24 de setembre de 2000 | Socorro                | LINEAR                           |
| 162662 -       | 2000 SF257             | 24 de setembre de 2000 | Socorro                | LINEAR                           |
| 162663 -       | 2000 SS257             | 24 de setembre de 2000 | Socorro                | LINEAR                           |
| 162664 -       | 2000 SE258             | 24 de setembre de 2000 | Socorro                | LINEAR                           |
| 162665 -       | 2000 SZ259             | 24 de setembre de 2000 | Socorro                | LINEAR                           |
| 162666 -       | 2000 SS263             | 26 de setembre de 2000 | Socorro                | LINEAR                           |
| 162667 -       | 2000 SN267             | 27 de setembre de 2000 | Socorro                | LINEAR                           |
| 162668 -       | 2000 SM268             | 27 de setembre de 2000 | Socorro                | LINEAR                           |
| 162669 -       | 2000 SS277             | 30 de setembre de 2000 | Socorro                | LINEAR                           |
| 162670 -       | 2000 SQ280             | 30 de setembre de 2000 | Socorro                | LINEAR                           |
| 162671 -       | 2000 SV287             | 26 de setembre de 2000 | Socorro                | LINEAR                           |
| 162672 -       | 2000 SR299             | 28 de setembre de 2000 | Socorro                | LINEAR                           |
| 162673 -       | 2000 SF304             | 30 de setembre de 2000 | Socorro                | LINEAR                           |
| 162674 -       | 2000 SF305             | 30 de setembre de 2000 | Socorro                | LINEAR                           |
| 162675 -       | 2000 SW327             | 30 de setembre de 2000 | Socorro                | LINEAR                           |
| 162676 -       | 2000 SO368             | 24 de setembre de 2000 | Anderson Mesa          | LONEOS                           |
| 162677 -       | 2000 SA372             | 24 de setembre de 2000 | Socorro                | LINEAR                           |
| 162678 -       | 2000 SE372             | 30 de setembre de 2000 | Socorro                | LINEAR                           |
| 162679 -       | 2000 TK1               | 1 d'octubre de 2000    | Socorro                | LINEAR                           |
| 162680 -       | 2000 TY12              | 1 d'octubre de 2000    | Socorro                | LINEAR                           |
| 162681 -       | 2000 TU13              | 1 d'octubre de 2000    | Socorro                | LINEAR                           |
| 162682 -       | 2000 TL15              | 1 d'octubre de 2000    | Socorro                | LINEAR                           |
| 162683 -       | 2000 TP39              | 1 d'octubre de 2000    | Socorro                | LINEAR                           |
| 162684 -       | 2000 TC51              | 1 d'octubre de 2000    | Socorro                | LINEAR                           |
| 162685 -       | 2000 TK59              | 2 d'octubre de 2000    | Anderson Mesa          | LONEOS                           |
| 162686 -       | 2000 TO65              | 1 d'octubre de 2000    | Socorro                | LINEAR                           |
| 162687 -       | 2000 UH1               | 18 d'octubre de 2000   | Socorro                | LINEAR                           |
| 162688 -       | 2000 UJ4               | 24 d'octubre de 2000   | Socorro                | LINEAR                           |
| 162689 -       | 2000 UN4               | 24 d'octubre de 2000   | Socorro                | LINEAR                           |
| 162690 -       | 2000 UK5               | 24 d'octubre de 2000   | Socorro                | LINEAR                           |
| 162691 -       | 2000 UN6               | 24 d'octubre de 2000   | Socorro                | LINEAR                           |
| 162692 -       | 2000 UJ8               | 24 d'octubre de 2000   | Socorro                | LINEAR                           |
| 162693 -       | 2000 UN10              | 24 d'octubre de 2000   | Socorro                | LINEAR                           |
| 162694 -       | 2000 UH11              | 25 d'octubre de 2000   | Socorro                | LINEAR                           |
| 162695 -       | 2000 UL11              | 25 d'octubre de 2000   | Socorro                | LINEAR                           |
| 162696 -       | 2000 UK12              | 24 d'octubre de 2000   | Socorro                | LINEAR                           |
| 162697 -       | 2000 UO18              | 25 d'octubre de 2000   | Socorro                | LINEAR                           |
| 162698 -       | 2000 UN30              | 29 d'octubre de 2000   | Socorro                | LINEAR                           |
| 162699 -       | 2000 US30              | 29 d'octubre de 2000   | Ondřejov               | P. Kušnirák, P. Pravec           |
| 162700 -       | 2000 UZ38              | 24 d'octubre de 2000   | Socorro                | LINEAR                           |
| 162701-162800  |                        |                        |                        |                                  |
| 162701 -       | 2000 UL42              | 24 d'octubre de 2000   | Socorro                | LINEAR                           |
| 162702 -       | 2000 UT43              | 24 d'octubre de 2000   | Socorro                | LINEAR                           |
| 162703 -       | 2000 UW51              | 24 d'octubre de 2000   | Socorro                | LINEAR                           |
| 162704 -       | 2000 UR63              | 25 d'octubre de 2000   | Socorro                | LINEAR                           |
| 162705 -       | 2000 UB66              | 25 d'octubre de 2000   | Socorro                | LINEAR                           |
| 162706 -       | 2000 UY68              | 25 d'octubre de 2000   | Socorro                | LINEAR                           |
| 162707 -       | 2000 UW69              | 25 d'octubre de 2000   | Socorro                | LINEAR                           |
| 162708 -       | 2000 UR70              | 25 d'octubre de 2000   | Socorro                | LINEAR                           |
| 162709 -       | 2000 UE71              | 25 d'octubre de 2000   | Socorro                | LINEAR                           |
| 162710 -       | 2000 UU72              | 25 d'octubre de 2000   | Socorro                | LINEAR                           |
| 162711 -       | 2000 UA78              | 24 d'octubre de 2000   | Socorro                | LINEAR                           |
| 162712 -       | 2000 UY85              | 31 d'octubre de 2000   | Socorro                | LINEAR                           |
| 162713 -       | 2000 UY95              | 25 d'octubre de 2000   | Socorro                | LINEAR                           |
| 162714 -       | 2000 UN96              | 25 d'octubre de 2000   | Socorro                | LINEAR                           |
| 162715 -       | 2000 UN99              | 25 d'octubre de 2000   | Socorro                | LINEAR                           |
| 162716 -       | 2000 UT100             | 25 d'octubre de 2000   | Socorro                | LINEAR                           |
| 162717 -       | 2000 UH102             | 25 d'octubre de 2000   | Socorro                | LINEAR                           |
| 162718 -       | 2000 UW103             | 25 d'octubre de 2000   | Socorro                | LINEAR                           |
| 162719 -       | 2000 UY103             | 25 d'octubre de 2000   | Socorro                | LINEAR                           |
| 162720 -       | 2000 UR110             | 31 d'octubre de 2000   | Socorro                | LINEAR                           |
| 162721 -       | 2000 UC114             | 24 d'octubre de 2000   | Socorro                | LINEAR                           |
| 162722 -       | 2000 VD                | 1 de novembre de 2000  | High Point             | D. K. Chesney                    |
| 162723 -       | 2000 VM2               | 1 de novembre de 2000  | Socorro                | LINEAR                           |
| 162724 -       | 2000 VW2               | 1 de novembre de 2000  | Desert Beaver          | W. K. Y. Yeung                   |
| 162725 -       | 2000 VT11              | 1 de novembre de 2000  | Socorro                | LINEAR                           |
| 162726 -       | 2000 VR12              | 1 de novembre de 2000  | Socorro                | LINEAR                           |
| 162727 -       | 2000 VO14              | 1 de novembre de 2000  | Socorro                | LINEAR                           |
| 162728 -       | 2000 VY14              | 1 de novembre de 2000  | Socorro                | LINEAR                           |
| 162729 -       | 2000 VU16              | 1 de novembre de 2000  | Socorro                | LINEAR                           |
| 162730 -       | 2000 VO17              | 1 de novembre de 2000  | Socorro                | LINEAR                           |
| 162731 -       | 2000 VG22              | 1 de novembre de 2000  | Socorro                | LINEAR                           |
| 162732 -       | 2000 VK23              | 1 de novembre de 2000  | Socorro                | LINEAR                           |
| 162733 -       | 2000 VH34              | 1 de novembre de 2000  | Socorro                | LINEAR                           |
| 162734 -       | 2000 VH48              | 2 de novembre de 2000  | Socorro                | LINEAR                           |
| 162735 -       | 2000 VL48              | 2 de novembre de 2000  | Socorro                | LINEAR                           |
| 162736 -       | 2000 VD52              | 3 de novembre de 2000  | Socorro                | LINEAR                           |
| 162737 -       | 2000 VP53              | 3 de novembre de 2000  | Socorro                | LINEAR                           |
| 162738 -       | 2000 VG55              | 3 de novembre de 2000  | Socorro                | LINEAR                           |
| 162739 -       | 2000 WS                | 16 de novembre de 2000 | Socorro                | LINEAR                           |
| 162740 -       | 2000 WF6               | 16 de novembre de 2000 | Socorro                | LINEAR                           |
| 162741 -       | 2000 WG6               | 18 de novembre de 2000 | Socorro                | LINEAR                           |
| 162742 -       | 2000 WV14              | 20 de novembre de 2000 | Socorro                | LINEAR                           |
| 162743 -       | 2000 WN15              | 20 de novembre de 2000 | Socorro                | LINEAR                           |
| 162744 -       | 2000 WA18              | 21 de novembre de 2000 | Socorro                | LINEAR                           |
| 162745 -       | 2000 WT18              | 21 de novembre de 2000 | Socorro                | LINEAR                           |
| 162746 -       | 2000 WJ24              | 20 de novembre de 2000 | Socorro                | LINEAR                           |
| 162747 -       | 2000 WH28              | 23 de novembre de 2000 | Haleakala              | NEAT                             |
| 162748 -       | 2000 WG30              | 20 de novembre de 2000 | Socorro                | LINEAR                           |
| 162749 -       | 2000 WF42              | 21 de novembre de 2000 | Socorro                | LINEAR                           |
| 162750 -       | 2000 WY42              | 21 de novembre de 2000 | Socorro                | LINEAR                           |
| 162751 -       | 2000 WZ46              | 21 de novembre de 2000 | Socorro                | LINEAR                           |
| 162752 -       | 2000 WF48              | 21 de novembre de 2000 | Socorro                | LINEAR                           |
| 162753 -       | 2000 WO55              | 20 de novembre de 2000 | Socorro                | LINEAR                           |
| 162754 -       | 2000 WP56              | 21 de novembre de 2000 | Socorro                | LINEAR                           |
| 162755 -       | 2000 WA68              | 28 de novembre de 2000 | Kuma Kogen             | A. Nakamura                      |
| 162756 -       | 2000 WT82              | 20 de novembre de 2000 | Socorro                | LINEAR                           |
| 162757 -       | 2000 WP87              | 20 de novembre de 2000 | Socorro                | LINEAR                           |
| 162758 -       | 2000 WA96              | 21 de novembre de 2000 | Socorro                | LINEAR                           |
| 162759 -       | 2000 WV101             | 26 de novembre de 2000 | Socorro                | LINEAR                           |
| 162760 -       | 2000 WZ108             | 20 de novembre de 2000 | Socorro                | LINEAR                           |
| 162761 -       | 2000 WG110             | 20 de novembre de 2000 | Socorro                | LINEAR                           |
| 162762 -       | 2000 WN115             | 20 de novembre de 2000 | Socorro                | LINEAR                           |
| 162763 -       | 2000 WY115             | 20 de novembre de 2000 | Socorro                | LINEAR                           |
| 162764 -       | 2000 WJ117             | 20 de novembre de 2000 | Socorro                | LINEAR                           |
| 162765 -       | 2000 WO120             | 20 de novembre de 2000 | Socorro                | LINEAR                           |
| 162766 -       | 2000 WU127             | 17 de novembre de 2000 | Kitt Peak              | Spacewatch                       |
| 162767 -       | 2000 WD135             | 19 de novembre de 2000 | Socorro                | LINEAR                           |
| 162768 -       | 2000 WC138             | 21 de novembre de 2000 | Socorro                | LINEAR                           |
| 162769 -       | 2000 WJ155             | 30 de novembre de 2000 | Socorro                | LINEAR                           |
| 162770 -       | 2000 WS156             | 30 de novembre de 2000 | Socorro                | LINEAR                           |
| 162771 -       | 2000 WP169             | 26 de novembre de 2000 | Socorro                | LINEAR                           |
| 162772 -       | 2000 WX175             | 26 de novembre de 2000 | Anderson Mesa          | LONEOS                           |
| 162773 -       | 2000 WJ191             | 19 de novembre de 2000 | Anderson Mesa          | LONEOS                           |
| 162774 -       | 2000 XV1               | 3 de desembre de 2000  | Kitt Peak              | Spacewatch                       |
| 162775 -       | 2000 XG6               | 1 de desembre de 2000  | Socorro                | LINEAR                           |
| 162776 -       | 2000 XO11              | 4 de desembre de 2000  | Socorro                | LINEAR                           |
| 162777 -       | 2000 XV23              | 4 de desembre de 2000  | Socorro                | LINEAR                           |
| 162778 -       | 2000 XJ26              | 4 de desembre de 2000  | Socorro                | LINEAR                           |
| 162779 -       | 2000 XE30              | 4 de desembre de 2000  | Socorro                | LINEAR                           |
| 162780 -       | 2000 XJ38              | 5 de desembre de 2000  | Socorro                | LINEAR                           |
| 162781 -       | 2000 XL44              | 6 de desembre de 2000  | Socorro                | LINEAR                           |
| 162782 -       | 2000 XS47              | 4 de desembre de 2000  | Socorro                | LINEAR                           |
| 162783 -       | 2000 YJ11              | 19 de desembre de 2000 | Socorro                | LINEAR                           |
| 162784 -       | 2000 YQ15              | 22 de desembre de 2000 | Anderson Mesa          | LONEOS                           |
| 162785 -       | 2000 YA17              | 22 de desembre de 2000 | Socorro                | LINEAR                           |
| 162786 -       | 2000 YT21              | 24 de desembre de 2000 | Anderson Mesa          | LONEOS                           |
| 162787 -       | 2000 YB22              | 29 de desembre de 2000 | Desert Beaver          | W. K. Y. Yeung                   |
| 162788 -       | 2000 YR31              | 31 de desembre de 2000 | Kitt Peak              | Spacewatch                       |
| 162789 -       | 2000 YF33              | 30 de desembre de 2000 | Socorro                | LINEAR                           |
| 162790 -       | 2000 YJ35              | 30 de desembre de 2000 | Socorro                | LINEAR                           |
| 162791 -       | 2000 YC42              | 30 de desembre de 2000 | Socorro                | LINEAR                           |
| 162792 -       | 2000 YX43              | 30 de desembre de 2000 | Socorro                | LINEAR                           |
| 162793 -       | 2000 YY43              | 30 de desembre de 2000 | Socorro                | LINEAR                           |
| 162794 -       | 2000 YC48              | 30 de desembre de 2000 | Socorro                | LINEAR                           |
| 162795 -       | 2000 YF52              | 30 de desembre de 2000 | Socorro                | LINEAR                           |
| 162796 -       | 2000 YA69              | 30 de desembre de 2000 | Socorro                | LINEAR                           |
| 162797 -       | 2000 YR74              | 30 de desembre de 2000 | Socorro                | LINEAR                           |
| 162798 -       | 2000 YV79              | 30 de desembre de 2000 | Socorro                | LINEAR                           |
| 162799 -       | 2000 YH80              | 30 de desembre de 2000 | Socorro                | LINEAR                           |
| 162800 -       | 2000 YT82              | 30 de desembre de 2000 | Socorro                | LINEAR                           |
| 162801-162900  |                        |                        |                        |                                  |
| 162801 -       | 2000 YV91              | 30 de desembre de 2000 | Socorro                | LINEAR                           |
| 162802 -       | 2000 YK120             | 19 de desembre de 2000 | Socorro                | LINEAR                           |
| 162803 -       | 2000 YG133             | 30 de desembre de 2000 | Anderson Mesa          | LONEOS                           |
| 162804 -       | 2000 YV136             | 23 de desembre de 2000 | Anderson Mesa          | LONEOS                           |
| 162805 -       | 2001 AR                | 2 de gener de 2001     | Oizumi                 | T. Kobayashi                     |
| 162806 -       | 2001 AY10              | 2 de gener de 2001     | Socorro                | LINEAR                           |
| 162807 -       | 2001 AN12              | 2 de gener de 2001     | Socorro                | LINEAR                           |
| 162808 -       | 2001 AS12              | 2 de gener de 2001     | Socorro                | LINEAR                           |
| 162809 -       | 2001 AW34              | 4 de gener de 2001     | Socorro                | LINEAR                           |
| 162810 -       | 2001 AA37              | 5 de gener de 2001     | Socorro                | LINEAR                           |
| 162811 -       | 2001 AG51              | 15 de gener de 2001    | Kitt Peak              | Spacewatch                       |
| 162812 -       | 2001 AV51              | 15 de gener de 2001    | Kitt Peak              | Spacewatch                       |
| 162813 -       | 2001 BE9               | 19 de gener de 2001    | Socorro                | LINEAR                           |
| 162814 -       | 2001 BT19              | 19 de gener de 2001    | Socorro                | LINEAR                           |
| 162815 -       | 2001 BU22              | 20 de gener de 2001    | Socorro                | LINEAR                           |
| 162816 -       | 2001 BL23              | 20 de gener de 2001    | Socorro                | LINEAR                           |
| 162817 -       | 2001 BX28              | 20 de gener de 2001    | Socorro                | LINEAR                           |
| 162818 -       | 2001 BF33              | 20 de gener de 2001    | Socorro                | LINEAR                           |
| 162819 -       | 2001 BD34              | 20 de gener de 2001    | Socorro                | LINEAR                           |
| 162820 -       | 2001 BK36              | 19 de gener de 2001    | Socorro                | LINEAR                           |
| 162821 -       | 2001 BV42              | 19 de gener de 2001    | Socorro                | LINEAR                           |
| 162822 -       | 2001 BD49              | 21 de gener de 2001    | Socorro                | LINEAR                           |
| 162823 -       | 2001 BV58              | 21 de gener de 2001    | Socorro                | LINEAR                           |
| 162824 -       | 2001 BK60              | 29 de gener de 2001    | Oizumi                 | T. Kobayashi                     |
| 162825 -       | 2001 BO61              | 26 de gener de 2001    | Socorro                | LINEAR                           |
| 162826 -       | 2001 BE64              | 29 de gener de 2001    | Socorro                | LINEAR                           |
| 162827 -       | 2001 BT76              | 26 de gener de 2001    | Kitt Peak              | Spacewatch                       |
| 162828 -       | 2001 CG                | 1 de febrer de 2001    | Višnjan Observatory    | K. Korlević                      |
| 162829 -       | 2001 CX1               | 1 de febrer de 2001    | Socorro                | LINEAR                           |
| 162830 -       | 2001 CK2               | 1 de febrer de 2001    | Socorro                | LINEAR                           |
| 162831 -       | 2001 CV4               | 1 de febrer de 2001    | Socorro                | LINEAR                           |
| 162832 -       | 2001 CO6               | 1 de febrer de 2001    | Socorro                | LINEAR                           |
| 162833 -       | 2001 CS15              | 1 de febrer de 2001    | Socorro                | LINEAR                           |
| 162834 -       | 2001 CO17              | 1 de febrer de 2001    | Socorro                | LINEAR                           |
| 162835 -       | 2001 CA19              | 2 de febrer de 2001    | Socorro                | LINEAR                           |
| 162836 -       | 2001 CY22              | 1 de febrer de 2001    | Anderson Mesa          | LONEOS                           |
| 162837 -       | 2001 CB30              | 2 de febrer de 2001    | Anderson Mesa          | LONEOS                           |
| 162838 -       | 2001 CC36              | 15 de febrer de 2001   | Oizumi                 | T. Kobayashi                     |
| 162839 -       | 2001 CX36              | 13 de febrer de 2001   | Kitt Peak              | Spacewatch                       |
| 162840 -       | 2001 DE3               | 16 de febrer de 2001   | Socorro                | LINEAR                           |
| 162841 -       | 2001 DF4               | 16 de febrer de 2001   | Socorro                | LINEAR                           |
| 162842 -       | 2001 DQ7               | 16 de febrer de 2001   | Oizumi                 | T. Kobayashi                     |
| 162843 -       | 2001 DN13              | 19 de febrer de 2001   | Oizumi                 | T. Kobayashi                     |
| 162844 -       | 2001 DV27              | 17 de febrer de 2001   | Socorro                | LINEAR                           |
| 162845 -       | 2001 DZ27              | 17 de febrer de 2001   | Socorro                | LINEAR                           |
| 162846 -       | 2001 DK28              | 17 de febrer de 2001   | Socorro                | LINEAR                           |
| 162847 -       | 2001 DA31              | 17 de febrer de 2001   | Socorro                | LINEAR                           |
| 162848 -       | 2001 DV31              | 17 de febrer de 2001   | Socorro                | LINEAR                           |
| 162849 -       | 2001 DN32              | 17 de febrer de 2001   | Socorro                | LINEAR                           |
| 162850 -       | 2001 DV34              | 19 de febrer de 2001   | Socorro                | LINEAR                           |
| 162851 -       | 2001 DF39              | 19 de febrer de 2001   | Socorro                | LINEAR                           |
| 162852 -       | 2001 DJ43              | 19 de febrer de 2001   | Socorro                | LINEAR                           |
| 162853 -       | 2001 DO43              | 19 de febrer de 2001   | Socorro                | LINEAR                           |
| 162854 -       | 2001 DE47              | 19 de febrer de 2001   | Socorro                | LINEAR                           |
| 162855 -       | 2001 DU50              | 16 de febrer de 2001   | Socorro                | LINEAR                           |
| 162856 -       | 2001 DN53              | 20 de febrer de 2001   | Socorro                | LINEAR                           |
| 162857 -       | 2001 DP70              | 19 de febrer de 2001   | Socorro                | LINEAR                           |
| 162858 -       | 2001 DZ71              | 19 de febrer de 2001   | Socorro                | LINEAR                           |
| 162859 -       | 2001 DW76              | 21 de febrer de 2001   | Socorro                | LINEAR                           |
| 162860 -       | 2001 DF102             | 16 de febrer de 2001   | Socorro                | LINEAR                           |
| 162861 -       | 2001 DY103             | 16 de febrer de 2001   | Anderson Mesa          | LONEOS                           |
| 162862 -       | 2001 DQ104             | 16 de febrer de 2001   | Anderson Mesa          | LONEOS                           |
| 162863 -       | 2001 EX4               | 2 de març de 2001      | Anderson Mesa          | LONEOS                           |
| 162864 -       | 2001 EZ4               | 2 de març de 2001      | Anderson Mesa          | LONEOS                           |
| 162865 -       | 2001 EP8               | 2 de març de 2001      | Anderson Mesa          | LONEOS                           |
| 162866 -       | 2001 EB13              | 4 de març de 2001      | Socorro                | LINEAR                           |
| 162867 -       | 2001 EA19              | 14 de març de 2001     | Kitt Peak              | Spacewatch                       |
| 162868 -       | 2001 ET19              | 15 de març de 2001     | Kitt Peak              | Spacewatch                       |
| 162869 -       | 2001 EF20              | 15 de març de 2001     | Anderson Mesa          | LONEOS                           |
| 162870 -       | 2001 EY23              | 15 de març de 2001     | Haleakala              | NEAT                             |
| 162871 -       | 2001 EO26              | 2 de març de 2001      | Anderson Mesa          | LONEOS                           |
| 162872 -       | 2001 FP3               | 18 de març de 2001     | Socorro                | LINEAR                           |
| 162873 -       | 2001 FB7               | 18 de març de 2001     | Socorro                | LINEAR                           |
| 162874 -       | 2001 FV12              | 19 de març de 2001     | Anderson Mesa          | LONEOS                           |
| 162875 -       | 2001 FD20              | 19 de març de 2001     | Anderson Mesa          | LONEOS                           |
| 162876 -       | 2001 FC24              | 19 de març de 2001     | Socorro                | LINEAR                           |
| 162877 -       | 2001 FB28              | 19 de març de 2001     | Socorro                | LINEAR                           |
| 162878 -       | 2001 FU33              | 18 de març de 2001     | Socorro                | LINEAR                           |
| 162879 -       | 2001 FM42              | 18 de març de 2001     | Socorro                | LINEAR                           |
| 162880 -       | 2001 FS51              | 18 de març de 2001     | Socorro                | LINEAR                           |
| 162881 -       | 2001 FT51              | 18 de març de 2001     | Socorro                | LINEAR                           |
| 162882 -       | 2001 FD58              | 24 de març de 2001     | Socorro                | LINEAR                           |
| 162883 -       | 2001 FM68              | 19 de març de 2001     | Socorro                | LINEAR                           |
| 162884 -       | 2001 FR73              | 19 de març de 2001     | Socorro                | LINEAR                           |
| 162885 -       | 2001 FW84              | 26 de març de 2001     | Kitt Peak              | Spacewatch                       |
| 162886 -       | 2001 FT88              | 26 de març de 2001     | Kitt Peak              | Spacewatch                       |
| 162887 -       | 2001 FD93              | 16 de març de 2001     | Socorro                | LINEAR                           |
| 162888 -       | 2001 FJ106             | 18 de març de 2001     | Anderson Mesa          | LONEOS                           |
| 162889 -       | 2001 FT116             | 19 de març de 2001     | Socorro                | LINEAR                           |
| 162890 -       | 2001 FO138             | 21 de març de 2001     | Haleakala              | NEAT                             |
| 162891 -       | 2001 FS169             | 23 de març de 2001     | Cima Ekar              | Asiago-DLR Asteroid Survey       |
| 162892 -       | 2001 GW1               | 13 d'abril de 2001     | Kitt Peak              | Spacewatch                       |
| 162893 -       | 2001 GK3               | 14 d'abril de 2001     | Socorro                | LINEAR                           |
| 162894 -       | 2001 HD                | 16 d'abril de 2001     | Kitt Peak              | Spacewatch                       |
| 162895 -       | 2001 HR4               | 16 d'abril de 2001     | Socorro                | LINEAR                           |
| 162896 -       | 2001 HG11              | 18 d'abril de 2001     | Socorro                | LINEAR                           |
| 162897 -       | 2001 HB15              | 23 d'abril de 2001     | Kitt Peak              | Spacewatch                       |
| 162898 -       | 2001 HK22              | 24 d'abril de 2001     | Haleakala              | NEAT                             |
| 162899 -       | 2001 HB27              | 27 d'abril de 2001     | Desert Beaver          | W. K. Y. Yeung                   |
| 162900 -       | 2001 HG31              | 24 d'abril de 2001     | Haleakala              | NEAT                             |
| 162901-163000  |                        |                        |                        |                                  |
| 162901 -       | 2001 HF46              | 17 d'abril de 2001     | Anderson Mesa          | LONEOS                           |
| 162902 -       | 2001 HM62              | 26 d'abril de 2001     | Anderson Mesa          | LONEOS                           |
| 162903 -       | 2001 JV2               | 15 de maig de 2001     | Socorro                | LINEAR                           |
| 162904 -       | 2001 JV10              | 15 de maig de 2001     | Kitt Peak              | Spacewatch                       |
| 162905 -       | 2001 KV5               | 17 de maig de 2001     | Socorro                | LINEAR                           |
| 162906 -       | 2001 KY10              | 18 de maig de 2001     | Socorro                | LINEAR                           |
| 162907 -       | 2001 KJ21              | 23 de maig de 2001     | Socorro                | LINEAR                           |
| 162908 -       | 2001 KD39              | 22 de maig de 2001     | Socorro                | LINEAR                           |
| 162909 -       | 2001 KQ41              | 24 de maig de 2001     | Prescott               | P. G. Comba                      |
| 162910 -       | 2001 KW52              | 18 de maig de 2001     | Anderson Mesa          | LONEOS                           |
| 162911 -       | 2001 LL5               | 6 de juny de 2001      | Palomar                | NEAT                             |
| 162912 -       | 2001 MD12              | 21 de juny de 2001     | Palomar                | NEAT                             |
| 162913 -       | 2001 MT18              | 28 de juny de 2001     | Anderson Mesa          | LONEOS                           |
| 162914 -       | 2001 NL7               | 13 de juliol de 2001   | Palomar                | NEAT                             |
| 162915 -       | 2001 NF19              | 14 de juliol de 2001   | Palomar                | NEAT                             |
| 162916 -       | 2001 NJ20              | 13 de juliol de 2001   | Palomar                | NEAT                             |
| 162917 -       | 2001 OW1               | 18 de juliol de 2001   | Palomar                | NEAT                             |
| 162918 -       | 2001 OX5               | 17 de juliol de 2001   | Anderson Mesa          | LONEOS                           |
| 162919 -       | 2001 OM6               | 17 de juliol de 2001   | Anderson Mesa          | LONEOS                           |
| 162920 -       | 2001 OF9               | 20 de juliol de 2001   | Anderson Mesa          | LONEOS                           |
| 162921 -       | 2001 OL11              | 17 de juliol de 2001   | Palomar                | NEAT                             |
| 162922 -       | 2001 OY13              | 19 de juliol de 2001   | Anderson Mesa          | LONEOS                           |
| 162923 -       | 2001 OH24              | 16 de juliol de 2001   | Anderson Mesa          | LONEOS                           |
| 162924 -       | 2001 OS27              | 18 de juliol de 2001   | Palomar                | NEAT                             |
| 162925 -       | 2001 OG33              | 19 de juliol de 2001   | Palomar                | NEAT                             |
| 162926 -       | 2001 OB36              | 24 de juliol de 2001   | Palomar                | NEAT                             |
| 162927 -       | 2001 OF49              | 17 de juliol de 2001   | Anderson Mesa          | LONEOS                           |
| 162928 -       | 2001 ON76              | 22 de juliol de 2001   | Palomar                | NEAT                             |
| 162929 -       | 2001 OO80              | 30 de juliol de 2001   | Palomar                | NEAT                             |
| 162930 -       | 2001 OA82              | 26 de juliol de 2001   | Haleakala              | NEAT                             |
| 162931 -       | 2001 OP82              | 27 de juliol de 2001   | Palomar                | NEAT                             |
| 162932 -       | 2001 OP84              | 18 de juliol de 2001   | Kitt Peak              | Spacewatch                       |
| 162933 -       | 2001 OR88              | 21 de juliol de 2001   | Haleakala              | NEAT                             |
| 162934 -       | 2001 OD93              | 24 de juliol de 2001   | Palomar                | NEAT                             |
| 162935 -       | 2001 OO98              | 26 de juliol de 2001   | Palomar                | NEAT                             |
| 162936 -       | 2001 OD102             | 28 de juliol de 2001   | Haleakala              | NEAT                             |
| 162937 -       | 2001 PQ9               | 12 d'agost de 2001     | Vicques                | M. Ory                           |
| 162938 -       | 2001 PC11              | 8 d'agost de 2001      | Haleakala              | NEAT                             |
| 162939 -       | 2001 PA12              | 11 d'agost de 2001     | Palomar                | NEAT                             |
| 162940 -       | 2001 PY20              | 10 d'agost de 2001     | Haleakala              | NEAT                             |
| 162941 -       | 2001 PM25              | 11 d'agost de 2001     | Haleakala              | NEAT                             |
| 162942 -       | 2001 PK43              | 13 d'agost de 2001     | Haleakala              | NEAT                             |
| 162943 -       | 2001 QZ18              | 16 d'agost de 2001     | Socorro                | LINEAR                           |
| 162944 -       | 2001 QH34              | 16 d'agost de 2001     | Socorro                | LINEAR                           |
| 162945 -       | 2001 QO35              | 16 d'agost de 2001     | Socorro                | LINEAR                           |
| 162946 -       | 2001 QS38              | 16 d'agost de 2001     | Socorro                | LINEAR                           |
| 162947 -       | 2001 QY38              | 16 d'agost de 2001     | Socorro                | LINEAR                           |
| 162948 -       | 2001 QD43              | 16 d'agost de 2001     | Socorro                | LINEAR                           |
| 162949 -       | 2001 QW44              | 16 d'agost de 2001     | Socorro                | LINEAR                           |
| 162950 -       | 2001 QK47              | 16 d'agost de 2001     | Socorro                | LINEAR                           |
| 162951 -       | 2001 QU55              | 16 d'agost de 2001     | Socorro                | LINEAR                           |
| 162952 -       | 2001 QC62              | 16 d'agost de 2001     | Socorro                | LINEAR                           |
| 162953 -       | 2001 QY63              | 16 d'agost de 2001     | Socorro                | LINEAR                           |
| 162954 -       | 2001 QB93              | 22 d'agost de 2001     | Socorro                | LINEAR                           |
| 162955 -       | 2001 QA106             | 18 d'agost de 2001     | Anderson Mesa          | LONEOS                           |
| 162956 -       | 2001 QF119             | 17 d'agost de 2001     | Socorro                | LINEAR                           |
| 162957 -       | 2001 QU122             | 19 d'agost de 2001     | Socorro                | LINEAR                           |
| 162958 -       | 2001 QL132             | 20 d'agost de 2001     | Socorro                | LINEAR                           |
| 162959 -       | 2001 QW143             | 21 d'agost de 2001     | Kitt Peak              | Spacewatch                       |
| 162960 -       | 2001 QX160             | 23 d'agost de 2001     | Anderson Mesa          | LONEOS                           |
| 162961 -       | 2001 QC165             | 22 d'agost de 2001     | Haleakala              | NEAT                             |
| 162962 -       | 2001 QT171             | 25 d'agost de 2001     | Socorro                | LINEAR                           |
| 162963 -       | 2001 QZ172             | 25 d'agost de 2001     | Socorro                | LINEAR                           |
| 162964 -       | 2001 QM206             | 23 d'agost de 2001     | Anderson Mesa          | LONEOS                           |
| 162965 -       | 2001 QS207             | 23 d'agost de 2001     | Anderson Mesa          | LONEOS                           |
| 162966 -       | 2001 QR208             | 23 d'agost de 2001     | Anderson Mesa          | LONEOS                           |
| 162967 -       | 2001 QK219             | 23 d'agost de 2001     | Kitt Peak              | Spacewatch                       |
| 162968 -       | 2001 QT226             | 24 d'agost de 2001     | Anderson Mesa          | LONEOS                           |
| 162969 -       | 2001 QT232             | 24 d'agost de 2001     | Socorro                | LINEAR                           |
| 162970 -       | 2001 QK240             | 24 d'agost de 2001     | Socorro                | LINEAR                           |
| 162971 -       | 2001 QU256             | 25 d'agost de 2001     | Socorro                | LINEAR                           |
| 162972 -       | 2001 QL272             | 19 d'agost de 2001     | Socorro                | LINEAR                           |
| 162973 -       | 2001 QV273             | 19 d'agost de 2001     | Socorro                | LINEAR                           |
| 162974 -       | 2001 QC276             | 19 d'agost de 2001     | Socorro                | LINEAR                           |
| 162975 -       | 2001 QS279             | 19 d'agost de 2001     | Socorro                | LINEAR                           |
| 162976 -       | 2001 QJ288             | 17 d'agost de 2001     | Palomar                | NEAT                             |
| 162977 -       | 2001 QY294             | 24 d'agost de 2001     | Socorro                | LINEAR                           |
| 162978 -       | 2001 QD333             | 19 d'agost de 2001     | Cerro Tololo           | M. W. Buie                       |
| 162979 -       | 2001 RA12              | 10 de setembre de 2001 | Socorro                | LINEAR                           |
| 162980 -       | 2001 RR17              | 11 de setembre de 2001 | Socorro                | LINEAR                           |
| 162981 -       | 2001 RQ30              | 7 de setembre de 2001  | Socorro                | LINEAR                           |
| 162982 -       | 2001 RM50              | 10 de setembre de 2001 | Socorro                | LINEAR                           |
| 162983 -       | 2001 RP53              | 12 de setembre de 2001 | Socorro                | LINEAR                           |
| 162984 -       | 2001 RM104             | 12 de setembre de 2001 | Socorro                | LINEAR                           |
| 162985 -       | 2001 RH110             | 12 de setembre de 2001 | Socorro                | LINEAR                           |
| 162986 -       | 2001 RC113             | 12 de setembre de 2001 | Socorro                | LINEAR                           |
| 162987 -       | 2001 RC125             | 12 de setembre de 2001 | Socorro                | LINEAR                           |
| 162988 -       | 2001 RN128             | 12 de setembre de 2001 | Socorro                | LINEAR                           |
| 162989 -       | 2001 SJ35              | 16 de setembre de 2001 | Socorro                | LINEAR                           |
| 162990 -       | 2001 SR54              | 16 de setembre de 2001 | Socorro                | LINEAR                           |
| 162991 -       | 2001 SY69              | 17 de setembre de 2001 | Socorro                | LINEAR                           |
| 162992 -       | 2001 SJ73              | 18 de setembre de 2001 | Goodricke-Pigott       | R. A. Tucker                     |
| 162993 -       | 2001 SY88              | 20 de setembre de 2001 | Socorro                | LINEAR                           |
| 162994 -       | 2001 SN92              | 20 de setembre de 2001 | Socorro                | LINEAR                           |
| 162995 -       | 2001 SN95              | 20 de setembre de 2001 | Socorro                | LINEAR                           |
| 162996 -       | 2001 SQ98              | 20 de setembre de 2001 | Socorro                | LINEAR                           |
| 162997 -       | 2001 SP111             | 20 de setembre de 2001 | Socorro                | LINEAR                           |
| 162998 -       | 2001 SK162             | 17 de setembre de 2001 | Socorro                | LINEAR                           |
| 162999 -       | 2001 SW167             | 19 de setembre de 2001 | Socorro                | LINEAR                           |
| 163000 -       | 2001 SW169             | 19 de setembre de 2001 | Socorro                | LINEAR                           |